# Lista de asteroides (463001-464000)
Esta é uma lista parcial de asteroides, do asteroide número 463001 até o 464000, inclusive. Veja também o índice com todas as listas disponíveis.

| Objeto Próximos à Terra | Cinturão de asteroides (interno) | Cinturão de asteroides (externo) | Centauro       |
| Cruzador de Marte       | Cinturão de asteroides (meio)    | Troianos de Júpiter              | Transnetuniano |

Veja mais dados de cada asteroide na ligação externa para o Minor Planet Center na última coluna.
Índice: 463001... 463101... 463201... 463301... 463401... 463501... 463601... 463701... 463801... 463901... 

## 463001–463100
| Designação | Designação | Descoberta  | Descoberta    | Descobridor(es)     | Categoria | Mais informações / Referência |
| Permanente | Provisória | Data        | Local         | Descobridor(es)     | Categoria | Mais informações / Referência |
| ---------- | ---------- | ----------- | ------------- | ------------------- | --------- | ----------------------------- |
| 463001     | 2011 FF119 | 8 mar 2005  | Mount Lemmon  | Mount Lemmon Survey | —         | MPC                           |
| 463002     | 2011 FL134 | 6 set 2008  | Mount Lemmon  | Mount Lemmon Survey | —         | MPC                           |
| 463003     | 2011 FZ134 | 26 set 2008 | Kitt Peak     | Spacewatch          | —         | MPC                           |
| 463004     | 2011 FT139 | 21 nov 2009 | Catalina      | CSS                 | —         | MPC                           |
| 463005     | 2011 FB149 | 26 set 2008 | Kitt Peak     | Spacewatch          | —         | MPC                           |
| 463006     | 2011 FZ150 | 1 fev 2006  | Catalina      | CSS                 | Eos       | MPC                           |
| 463007     | 2011 FV151 | 11 out 2004 | Kitt Peak     | Spacewatch          | —         | MPC                           |
| 463008     | 2011 FA158 | 31 mar 2011 | Palomar       | Spacewatch          | —         | MPC                           |
| 463009     | 2011 GE10  | 11 mar 2011 | Mount Lemmon  | Mount Lemmon Survey | —         | MPC                           |
| 463010     | 2011 GX12  | 27 set 2008 | Mount Lemmon  | Mount Lemmon Survey | —         | MPC                           |
| 463011     | 2011 GT14  | 4 set 2007  | Catalina      | CSS                 | —         | MPC                           |
| 463012     | 2011 GV17  | 24 mai 2001 | Apache Point  | SDSS                | —         | MPC                           |
| 463013     | 2011 GZ27  | 2 abr 2011  | Mount Lemmon  | Mount Lemmon Survey | —         | MPC                           |
| 463014     | 2011 GO29  | 2 set 2008  | Kitt Peak     | Spacewatch          | —         | MPC                           |
| 463015     | 2011 GU33  | 10 ago 2007 | Kitt Peak     | Spacewatch          | —         | MPC                           |
| 463016     | 2011 GB37  | 7 jan 2010  | Kitt Peak     | Spacewatch          | —         | MPC                           |
| 463017     | 2011 GV38  | 2 mar 2006  | Mount Lemmon  | Mount Lemmon Survey | —         | MPC                           |
| 463018     | 2011 GJ49  | 17 mar 2010 | WISE          | WISE                | —         | MPC                           |
| 463019     | 2011 GB59  | 11 set 2007 | Catalina      | CSS                 | —         | MPC                           |
| 463020     | 2011 GN62  | 25 fev 2011 | Mount Lemmon  | Mount Lemmon Survey | —         | MPC                           |
| 463021     | 2011 GP62  | 1 out 2008  | Mount Lemmon  | Mount Lemmon Survey | —         | MPC                           |
| 463022     | 2011 GE63  | 12 abr 2011 | Catalina      | CSS                 | —         | MPC                           |
| 463023     | 2011 GR63  | 10 jan 2010 | Mount Lemmon  | Mount Lemmon Survey | —         | MPC                           |
| 463024     | 2011 GL65  | 25 mai 2006 | Mount Lemmon  | Mount Lemmon Survey | —         | MPC                           |
| 463025     | 2011 GK68  | 8 mai 2006  | Kitt Peak     | Spacewatch          | —         | MPC                           |
| 463026     | 2011 GT73  | 26 mar 2011 | Kitt Peak     | Spacewatch          | —         | MPC                           |
| 463027     | 2011 GQ74  | 14 set 2007 | Mount Lemmon  | Mount Lemmon Survey | —         | MPC                           |
| 463028     | 2011 GM76  | 26 mar 2011 | Mount Lemmon  | Mount Lemmon Survey | —         | MPC                           |
| 463029     | 2011 GR84  | 6 abr 2011  | Kitt Peak     | Spacewatch          | Ursula    | MPC                           |
| 463030     | 2011 HV1   | 12 mar 2010 | WISE          | WISE                | —         | MPC                           |
| 463031     | 2011 HW2   | 13 abr 2011 | Mount Lemmon  | Mount Lemmon Survey | —         | MPC                           |
| 463032     | 2011 HH8   | 28 abr 2011 | Kitt Peak     | Spacewatch          | —         | MPC                           |
| 463033     | 2011 HW8   | 9 nov 2008  | Mount Lemmon  | Mount Lemmon Survey | —         | MPC                           |
| 463034     | 2011 HR9   | 10 abr 2010 | WISE          | WISE                | —         | MPC                           |
| 463035     | 2011 HW11  | 22 abr 2011 | Kitt Peak     | Spacewatch          | —         | MPC                           |
| 463036     | 2011 HY12  | 23 abr 2011 | Kitt Peak     | Spacewatch          | —         | MPC                           |
| 463037     | 2011 HK14  | 9 fev 2005  | Mount Lemmon  | Mount Lemmon Survey | —         | MPC                           |
| 463038     | 2011 HE19  | 4 mar 2005  | Mount Lemmon  | Mount Lemmon Survey | —         | MPC                           |
| 463039     | 2011 HJ26  | 22 set 2008 | Mount Lemmon  | Mount Lemmon Survey | Brangane  | MPC                           |
| 463040     | 2011 HZ28  | 13 jan 2010 | Mount Lemmon  | Mount Lemmon Survey | —         | MPC                           |
| 463041     | 2011 HF31  | 24 mar 2011 | Kitt Peak     | Spacewatch          | —         | MPC                           |
| 463042     | 2011 HX33  | 28 abr 2010 | WISE          | WISE                | —         | MPC                           |
| 463043     | 2011 HN35  | 25 abr 2010 | WISE          | WISE                | —         | MPC                           |
| 463044     | 2011 HB36  | 28 abr 2011 | Socorro       | LINEAR              | —         | MPC                           |
| 463045     | 2011 HW38  | 1 nov 2008  | Mount Lemmon  | Mount Lemmon Survey | —         | MPC                           |
| 463046     | 2011 HS39  | 23 abr 2011 | Kitt Peak     | Spacewatch          | Juno      | MPC                           |
| 463047     | 2011 HW39  | 28 mar 2011 | Catalina      | CSS                 | —         | MPC                           |
| 463048     | 2011 HZ39  | 22 mai 2006 | Kitt Peak     | Spacewatch          | —         | MPC                           |
| 463049     | 2011 HY40  | 7 jan 2010  | Kitt Peak     | Spacewatch          | —         | MPC                           |
| 463050     | 2011 HC44  | 1 abr 2011  | Kitt Peak     | Spacewatch          | —         | MPC                           |
| 463051     | 2011 HF45  | 14 fev 2010 | Mount Lemmon  | Mount Lemmon Survey | —         | MPC                           |
| 463052     | 2011 HK52  | 17 fev 2010 | Kitt Peak     | Spacewatch          | —         | MPC                           |
| 463053     | 2011 HC54  | 11 mai 2010 | WISE          | WISE                | —         | MPC                           |
| 463054     | 2011 HN54  | 25 mai 2006 | Mount Lemmon  | Mount Lemmon Survey | —         | MPC                           |
| 463055     | 2011 HC55  | 20 mai 2006 | Kitt Peak     | Spacewatch          | —         | MPC                           |
| 463056     | 2011 HN60  | 23 abr 2011 | Kitt Peak     | Spacewatch          | —         | MPC                           |
| 463057     | 2011 HM63  | 21 abr 2006 | Kitt Peak     | Spacewatch          | —         | MPC                           |
| 463058     | 2011 HC64  | 6 out 2008  | Mount Lemmon  | Mount Lemmon Survey | Brangane  | MPC                           |
| 463059     | 2011 HB65  | 26 out 2009 | Kitt Peak     | Spacewatch          | —         | MPC                           |
| 463060     | 2011 HQ86  | 9 fev 2005  | Kitt Peak     | Spacewatch          | —         | MPC                           |
| 463061     | 2011 HV87  | 25 fev 2011 | Mount Lemmon  | Mount Lemmon Survey | —         | MPC                           |
| 463062     | 2011 HZ88  | 9 mar 2005  | Mount Lemmon  | Mount Lemmon Survey | Brangane  | MPC                           |
| 463063     | 2011 HE90  | 13 mar 2010 | WISE          | WISE                | —         | MPC                           |
| 463064     | 2011 HZ91  | 2 mar 2011  | Mount Lemmon  | Mount Lemmon Survey | —         | MPC                           |
| 463065     | 2011 HO95  | 13 fev 2004 | Kitt Peak     | Spacewatch          | —         | MPC                           |
| 463066     | 2011 HD97  | 13 abr 2011 | Kitt Peak     | Spacewatch          | —         | MPC                           |
| 463067     | 2011 JM3   | 5 mai 2011  | Catalina      | CSS                 | —         | MPC                           |
| 463068     | 2011 JK7   | 22 set 2008 | Kitt Peak     | Spacewatch          | —         | MPC                           |
| 463069     | 2011 JS12  | 1 nov 2007  | Mount Lemmon  | Mount Lemmon Survey | —         | MPC                           |
| 463070     | 2011 JE15  | 20 abr 2006 | Kitt Peak     | Spacewatch          | —         | MPC                           |
| 463071     | 2011 JY30  | 10 abr 2005 | Kitt Peak     | Spacewatch          | —         | MPC                           |
| 463072     | 2011 JK31  | 25 set 2008 | Mount Lemmon  | Mount Lemmon Survey | —         | MPC                           |
| 463073     | 2011 JL31  | 28 abr 2011 | Kitt Peak     | Spacewatch          | —         | MPC                           |
| 463074     | 2011 JT31  | 16 abr 2010 | WISE          | WISE                | —         | MPC                           |
| 463075     | 2011 KF31  | 27 mai 2000 | Socorro       | LINEAR              | —         | MPC                           |
| 463076     | 2011 KD37  | 16 abr 2010 | WISE          | WISE                | —         | MPC                           |
| 463077     | 2011 LP14  | 9 out 2007  | Mount Lemmon  | Mount Lemmon Survey | —         | MPC                           |
| 463078     | 2011 LW17  | 6 mai 2010  | WISE          | WISE                | —         | MPC                           |
| 463079     | 2011 LS23  | 10 abr 2005 | Mount Lemmon  | Mount Lemmon Survey | —         | MPC                           |
| 463080     | 2011 OG10  | 12 jun 2011 | Mount Lemmon  | Mount Lemmon Survey | —         | MPC                           |
| 463081     | 2011 OA31  | 4 fev 2010  | WISE          | WISE                | —         | MPC                           |
| 463082     | 2011 PD1   | 4 ago 2011  | Siding Spring | SSS                 | —         | MPC                           |
| 463083     | 2011 QT12  | 23 ago 2011 | Socorro       | LINEAR              | —         | MPC                           |
| 463084     | 2011 SU90  | 12 set 2004 | Kitt Peak     | Spacewatch          | —         | MPC                           |
| 463085     | 2011 SA175 | 1 dez 2008  | Kitt Peak     | Spacewatch          | —         | MPC                           |
| 463086     | 2011 SP178 | 26 set 2011 | Kitt Peak     | Spacewatch          | —         | MPC                           |
| 463087     | 2011 SH182 | 26 set 2011 | Kitt Peak     | Spacewatch          | —         | MPC                           |
| 463088     | 2011 SR191 | 24 set 2011 | Mount Lemmon  | Mount Lemmon Survey | Juno      | MPC                           |
| 463089     | 2011 SZ216 | 1 mar 2009  | Socorro       | LINEAR              | —         | MPC                           |
| 463090     | 2011 SF223 | 9 mai 2010  | Mount Lemmon  | Mount Lemmon Survey | —         | MPC                           |
| 463091     | 2011 SV273 | 3 nov 2004  | Anderson Mesa | LONEOS              | —         | MPC                           |
| 463092     | 2011 TD17  | 10 out 2001 | Palomar       | NEAT                | —         | MPC                           |
| 463093     | 2011 UW8   | 18 out 2011 | Mount Lemmon  | Mount Lemmon Survey | —         | MPC                           |
| 463094     | 2011 UX16  | 1 dez 2008  | Mount Lemmon  | Mount Lemmon Survey | —         | MPC                           |
| 463095     | 2011 UK18  | 19 out 2011 | Kitt Peak     | Spacewatch          | —         | MPC                           |
| 463096     | 2011 UH22  | 4 nov 2004  | Kitt Peak     | Spacewatch          | —         | MPC                           |
| 463097     | 2011 UT24  | 15 dez 2004 | Kitt Peak     | Spacewatch          | —         | MPC                           |
| 463098     | 2011 UC28  | 17 jan 2009 | Kitt Peak     | Spacewatch          | —         | MPC                           |
| 463099     | 2011 UW30  | 18 out 2011 | Mount Lemmon  | Mount Lemmon Survey | —         | MPC                           |
| 463100     | 2011 UV45  | 29 set 2011 | Mount Lemmon  | Mount Lemmon Survey | —         | MPC                           |

## 463101–463200
| Designação | Designação | Descoberta  | Descoberta   | Descobridor(es)     | Categoria | Mais informações / Referência |
| Permanente | Provisória | Data        | Local        | Descobridor(es)     | Categoria | Mais informações / Referência |
| ---------- | ---------- | ----------- | ------------ | ------------------- | --------- | ----------------------------- |
| 463101     | 2011 UU46  | 7 dez 2008  | Mount Lemmon | Mount Lemmon Survey | —         | MPC                           |
| 463102     | 2011 UG62  | 27 set 2000 | Kitt Peak    | Spacewatch          | —         | MPC                           |
| 463103     | 2011 UP66  | 31 dez 2008 | Catalina     | CSS                 | —         | MPC                           |
| 463104     | 2011 UN67  | 20 set 2011 | Kitt Peak    | Spacewatch          | —         | MPC                           |
| 463105     | 2011 UV88  | 25 ago 2001 | Kitt Peak    | Spacewatch          | —         | MPC                           |
| 463106     | 2011 UU96  | 4 nov 2004  | Kitt Peak    | Spacewatch          | —         | MPC                           |
| 463107     | 2011 UD117 | 14 out 2001 | Kitt Peak    | Spacewatch          | —         | MPC                           |
| 463108     | 2011 UX119 | 20 nov 2004 | Kitt Peak    | Spacewatch          | —         | MPC                           |
| 463109     | 2011 UP127 | 20 out 2011 | Kitt Peak    | Spacewatch          | —         | MPC                           |
| 463110     | 2011 UN153 | 22 out 2011 | Kitt Peak    | Spacewatch          | Flora     | MPC                           |
| 463111     | 2011 UY154 | 23 out 2011 | Kitt Peak    | Spacewatch          | —         | MPC                           |
| 463112     | 2011 UN157 | 30 dez 2008 | Mount Lemmon | Mount Lemmon Survey | —         | MPC                           |
| 463113     | 2011 UE159 | 2 jan 2009  | Kitt Peak    | Spacewatch          | —         | MPC                           |
| 463114     | 2011 UB203 | 2 fev 2009  | Kitt Peak    | Spacewatch          | —         | MPC                           |
| 463115     | 2011 UM247 | 24 set 2011 | Mount Lemmon | Mount Lemmon Survey | —         | MPC                           |
| 463116     | 2011 UR251 | 3 nov 2004  | Kitt Peak    | Spacewatch          | —         | MPC                           |
| 463117     | 2011 UU260 | 9 out 2004  | Kitt Peak    | Spacewatch          | —         | MPC                           |
| 463118     | 2011 UD263 | 21 out 2011 | Mount Lemmon | Mount Lemmon Survey | —         | MPC                           |
| 463119     | 2011 UX264 | 11 set 2001 | Socorro      | LINEAR              | —         | MPC                           |
| 463120     | 2011 UL278 | 25 out 2011 | Kitt Peak    | Spacewatch          | —         | MPC                           |
| 463121     | 2011 UJ280 | 1 fev 2009  | Kitt Peak    | Spacewatch          | —         | MPC                           |
| 463122     | 2011 UP303 | 23 set 2011 | Mount Lemmon | Mount Lemmon Survey | —         | MPC                           |
| 463123     | 2011 UE336 | 27 set 2008 | Mount Lemmon | Mount Lemmon Survey | —         | MPC                           |
| 463124     | 2011 UR356 | 20 out 2011 | Kitt Peak    | Spacewatch          | —         | MPC                           |
| 463125     | 2011 UL394 | 29 jan 2009 | Kitt Peak    | Spacewatch          | —         | MPC                           |
| 463126     | 2011 VB2   | 10 mar 1999 | Kitt Peak    | Spacewatch          | —         | MPC                           |
| 463127     | 2011 VM6   | 17 set 2004 | Kitt Peak    | Spacewatch          | Flora     | MPC                           |
| 463128     | 2011 VV13  | 20 out 2011 | Mount Lemmon | Mount Lemmon Survey | —         | MPC                           |
| 463129     | 2011 VF14  | 29 out 2011 | Kitt Peak    | Spacewatch          | —         | MPC                           |
| 463130     | 2011 WP10  | 31 jan 2009 | Mount Lemmon | Mount Lemmon Survey | —         | MPC                           |
| 463131     | 2011 WX13  | 20 fev 2009 | Mount Lemmon | Mount Lemmon Survey | —         | MPC                           |
| 463132     | 2011 WS44  | 23 nov 2011 | Mount Lemmon | Mount Lemmon Survey | Mitidika  | MPC                           |
| 463133     | 2011 WG50  | 13 jan 2005 | Socorro      | LINEAR              | —         | MPC                           |
| 463134     | 2011 WJ55  | 18 jan 2009 | Kitt Peak    | Spacewatch          | —         | MPC                           |
| 463135     | 2011 WM65  | 16 nov 2011 | Kitt Peak    | Spacewatch          | —         | MPC                           |
| 463136     | 2011 WQ88  | 10 dez 2004 | Kitt Peak    | Spacewatch          | —         | MPC                           |
| 463137     | 2011 WZ90  | 20 dez 2004 | Mount Lemmon | Mount Lemmon Survey | —         | MPC                           |
| 463138     | 2011 WZ108 | 11 dez 2004 | Kitt Peak    | Spacewatch          | —         | MPC                           |
| 463139     | 2011 WS142 | 23 nov 2011 | Kitt Peak    | Spacewatch          | —         | MPC                           |
| 463140     | 2011 YP12  | 15 jan 2005 | Kitt Peak    | Spacewatch          | —         | MPC                           |
| 463141     | 2011 YT20  | 27 dez 2011 | Mount Lemmon | Mount Lemmon Survey | —         | MPC                           |
| 463142     | 2011 YM23  | 15 out 2007 | Kitt Peak    | Spacewatch          | —         | MPC                           |
| 463143     | 2011 YK26  | 25 dez 2011 | Kitt Peak    | Spacewatch          | —         | MPC                           |
| 463144     | 2011 YP30  | 25 dez 2011 | Mount Lemmon | Mount Lemmon Survey | —         | MPC                           |
| 463145     | 2011 YR37  | 26 dez 2011 | Kitt Peak    | Spacewatch          | —         | MPC                           |
| 463146     | 2011 YO41  | 2 nov 2007  | Kitt Peak    | Spacewatch          | —         | MPC                           |
| 463147     | 2011 YV45  | 27 dez 2011 | Kitt Peak    | Spacewatch          | —         | MPC                           |
| 463148     | 2011 YD58  | 28 nov 2011 | Mount Lemmon | Mount Lemmon Survey | —         | MPC                           |
| 463149     | 2011 YK61  | 19 mar 2009 | Kitt Peak    | Spacewatch          | —         | MPC                           |
| 463150     | 2011 YE70  | 18 nov 2007 | Mount Lemmon | Mount Lemmon Survey | —         | MPC                           |
| 463151     | 2011 YD72  | 14 fev 2005 | Kitt Peak    | Spacewatch          | —         | MPC                           |
| 463152     | 2011 YX73  | 26 nov 2003 | Kitt Peak    | Spacewatch          | —         | MPC                           |
| 463153     | 2012 AA2   | 24 dez 2011 | Mount Lemmon | Mount Lemmon Survey | —         | MPC                           |
| 463154     | 2012 AR2   | 9 out 2007  | Kitt Peak    | Spacewatch          | —         | MPC                           |
| 463155     | 2012 AY6   | 4 fev 2009  | Mount Lemmon | Mount Lemmon Survey | —         | MPC                           |
| 463156     | 2012 AC22  | 27 dez 2011 | Kitt Peak    | Spacewatch          | —         | MPC                           |
| 463157     | 2012 AR22  | 26 nov 2011 | Mount Lemmon | Mount Lemmon Survey | —         | MPC                           |
| 463158     | 2012 BG3   | 15 out 2007 | Kitt Peak    | Spacewatch          | —         | MPC                           |
| 463159     | 2012 BU3   | 8 mar 2005  | Mount Lemmon | Mount Lemmon Survey | —         | MPC                           |
| 463160     | 2012 BZ4   | 25 dez 2011 | Mount Lemmon | Mount Lemmon Survey | —         | MPC                           |
| 463161     | 2012 BP11  | 27 dez 2011 | Mount Lemmon | Mount Lemmon Survey | —         | MPC                           |
| 463162     | 2012 BX14  | 18 jan 2012 | Kitt Peak    | Spacewatch          | —         | MPC                           |
| 463163     | 2012 BJ19  | 24 mar 2009 | Mount Lemmon | Mount Lemmon Survey | —         | MPC                           |
| 463164     | 2012 BP19  | 29 dez 2011 | Mount Lemmon | Mount Lemmon Survey | —         | MPC                           |
| 463165     | 2012 BE28  | 20 jan 2012 | Kitt Peak    | Spacewatch          | —         | MPC                           |
| 463166     | 2012 BN40  | 10 out 2007 | Catalina     | CSS                 | —         | MPC                           |
| 463167     | 2012 BG47  | 30 dez 2007 | Mount Lemmon | Mount Lemmon Survey | —         | MPC                           |
| 463168     | 2012 BY51  | 24 nov 2003 | Kitt Peak    | Spacewatch          | —         | MPC                           |
| 463169     | 2012 BR52  | 21 jan 2012 | Kitt Peak    | Spacewatch          | —         | MPC                           |
| 463170     | 2012 BU52  | 21 jan 2012 | Kitt Peak    | Spacewatch          | —         | MPC                           |
| 463171     | 2012 BW70  | 21 jan 2012 | Kitt Peak    | Spacewatch          | —         | MPC                           |
| 463172     | 2012 BA71  | 12 out 2007 | Kitt Peak    | Spacewatch          | Mitidika  | MPC                           |
| 463173     | 2012 BN76  | 9 fev 2008  | Mount Lemmon | Mount Lemmon Survey | —         | MPC                           |
| 463174     | 2012 BU76  | 12 fev 2008 | Catalina     | CSS                 | —         | MPC                           |
| 463175     | 2012 BE82  | 15 nov 2007 | Mount Lemmon | Mount Lemmon Survey | —         | MPC                           |
| 463176     | 2012 BM93  | 7 nov 2007  | Kitt Peak    | Spacewatch          | —         | MPC                           |
| 463177     | 2012 BK94  | 27 jan 2012 | Mount Lemmon | Mount Lemmon Survey | —         | MPC                           |
| 463178     | 2012 BM102 | 6 nov 2007  | Kitt Peak    | Spacewatch          | —         | MPC                           |
| 463179     | 2012 BG105 | 4 dez 2007  | Kitt Peak    | Spacewatch          | —         | MPC                           |
| 463180     | 2012 BS106 | 5 dez 2007  | Mount Lemmon | Mount Lemmon Survey | —         | MPC                           |
| 463181     | 2012 BE107 | 31 dez 2007 | Mount Lemmon | Mount Lemmon Survey | —         | MPC                           |
| 463182     | 2012 BZ107 | 21 jan 2012 | Kitt Peak    | Spacewatch          | —         | MPC                           |
| 463183     | 2012 BL109 | 5 dez 2007  | Kitt Peak    | Spacewatch          | Mitidika  | MPC                           |
| 463184     | 2012 BX113 | 2 nov 2007  | Kitt Peak    | Spacewatch          | —         | MPC                           |
| 463185     | 2012 BC117 | 15 dez 2007 | Kitt Peak    | Spacewatch          | —         | MPC                           |
| 463186     | 2012 BQ119 | 10 jan 2008 | Kitt Peak    | Spacewatch          | —         | MPC                           |
| 463187     | 2012 BC120 | 29 out 2003 | Kitt Peak    | Spacewatch          | —         | MPC                           |
| 463188     | 2012 BQ120 | 18 fev 2008 | Catalina     | CSS                 | —         | MPC                           |
| 463189     | 2012 BX120 | 29 jan 2012 | Catalina     | CSS                 | —         | MPC                           |
| 463190     | 2012 BL122 | 30 jan 2012 | Kitt Peak    | Spacewatch          | —         | MPC                           |
| 463191     | 2012 BA126 | 20 jan 2012 | Kitt Peak    | Spacewatch          | —         | MPC                           |
| 463192     | 2012 BB128 | 29 jan 2012 | Haleakalā    | NEAT                | —         | MPC                           |
| 463193     | 2012 BD130 | 13 jan 2008 | Kitt Peak    | Spacewatch          | —         | MPC                           |
| 463194     | 2012 BA132 | 21 jan 2012 | Catalina     | CSS                 | —         | MPC                           |
| 463195     | 2012 BV140 | 3 fev 2009  | Kitt Peak    | Spacewatch          | —         | MPC                           |
| 463196     | 2012 BB152 | 19 ago 2006 | Kitt Peak    | Spacewatch          | —         | MPC                           |
| 463197     | 2012 BC152 | 17 nov 2007 | Kitt Peak    | Spacewatch          | —         | MPC                           |
| 463198     | 2012 CO8   | 31 mar 2009 | Mount Lemmon | Mount Lemmon Survey | —         | MPC                           |
| 463199     | 2012 CL9   | 26 jan 2012 | Mount Lemmon | Mount Lemmon Survey | —         | MPC                           |
| 463200     | 2012 CP15  | 30 dez 2007 | Mount Lemmon | Mount Lemmon Survey | —         | MPC                           |

## 463201–463300
| Designação | Designação | Descoberta  | Descoberta    | Descobridor(es)     | Categoria | Mais informações / Referência |
| Permanente | Provisória | Data        | Local         | Descobridor(es)     | Categoria | Mais informações / Referência |
| ---------- | ---------- | ----------- | ------------- | ------------------- | --------- | ----------------------------- |
| 463201     | 2012 CH18  | 11 mar 2005 | Mount Lemmon  | Mount Lemmon Survey | —         | MPC                           |
| 463202     | 2012 CG25  | 13 fev 2012 | Haleakala     | NEAT                | —         | MPC                           |
| 463203     | 2012 CO26  | 26 jan 2012 | Mount Lemmon  | Mount Lemmon Survey | —         | MPC                           |
| 463204     | 2012 CO34  | 2 abr 2009  | Kitt Peak     | Spacewatch          | Flora     | MPC                           |
| 463205     | 2012 CZ39  | 18 out 2003 | Kitt Peak     | Spacewatch          | —         | MPC                           |
| 463206     | 2012 CJ42  | 16 out 2006 | Kitt Peak     | Spacewatch          | —         | MPC                           |
| 463207     | 2012 CQ43  | 9 fev 2005  | Mount Lemmon  | Mount Lemmon Survey | —         | MPC                           |
| 463208     | 2012 CH47  | 13 fev 2012 | Kitt Peak     | Spacewatch          | —         | MPC                           |
| 463209     | 2012 CJ47  | 8 fev 2008  | Mount Lemmon  | Mount Lemmon Survey | —         | MPC                           |
| 463210     | 2012 CA50  | 17 dez 2007 | Kitt Peak     | Spacewatch          | —         | MPC                           |
| 463211     | 2012 CW50  | 19 dez 2007 | Kitt Peak     | Spacewatch          | —         | MPC                           |
| 463212     | 2012 DY5   | 18 fev 2012 | Oukaïmeden    | NEAT                | —         | MPC                           |
| 463213     | 2012 DX7   | 10 mai 2005 | Kitt Peak     | Spacewatch          | —         | MPC                           |
| 463214     | 2012 DD18  | 11 fev 2012 | Mount Lemmon  | Mount Lemmon Survey | —         | MPC                           |
| 463215     | 2012 DY28  | 22 fev 2012 | Kitt Peak     | Spacewatch          | —         | MPC                           |
| 463216     | 2012 DU30  | 23 fev 2012 | Catalina      | CSS                 | —         | MPC                           |
| 463217     | 2012 DQ34  | 16 dez 2007 | Mount Lemmon  | Mount Lemmon Survey | —         | MPC                           |
| 463218     | 2012 DW34  | 9 fev 2008  | Kitt Peak     | Spacewatch          | —         | MPC                           |
| 463219     | 2012 DN39  | 23 fev 2012 | Kitt Peak     | Spacewatch          | —         | MPC                           |
| 463220     | 2012 DK45  | 28 fev 2008 | Mount Lemmon  | Mount Lemmon Survey | —         | MPC                           |
| 463221     | 2012 DH47  | 16 dez 2007 | Mount Lemmon  | Mount Lemmon Survey | —         | MPC                           |
| 463222     | 2012 DA58  | 10 fev 2008 | Kitt Peak     | Spacewatch          | —         | MPC                           |
| 463223     | 2012 DG58  | 22 fev 2012 | Kitt Peak     | Spacewatch          | —         | MPC                           |
| 463224     | 2012 DG62  | 22 fev 2012 | Catalina      | CSS                 | —         | MPC                           |
| 463225     | 2012 DW81  | 30 dez 2007 | Mount Lemmon  | Mount Lemmon Survey | Mitidika  | MPC                           |
| 463226     | 2012 DV82  | 21 fev 2012 | Kitt Peak     | Spacewatch          | —         | MPC                           |
| 463227     | 2012 DK83  | 23 fev 2012 | Mount Lemmon  | Mount Lemmon Survey | —         | MPC                           |
| 463228     | 2012 DA90  | 18 jan 2012 | Kitt Peak     | Spacewatch          | —         | MPC                           |
| 463229     | 2012 DV92  | 19 jan 2008 | Kitt Peak     | Spacewatch          | —         | MPC                           |
| 463230     | 2012 DE94  | 21 jan 2012 | Kitt Peak     | Spacewatch          | —         | MPC                           |
| 463231     | 2012 DX94  | 4 dez 2007  | Kitt Peak     | Spacewatch          | —         | MPC                           |
| 463232     | 2012 DF96  | 1 mar 2008  | Kitt Peak     | Spacewatch          | —         | MPC                           |
| 463233     | 2012 EH3   | 19 mar 2001 | Socorro       | LINEAR              | —         | MPC                           |
| 463234     | 2012 EL4   | 22 fev 2012 | Kitt Peak     | Spacewatch          | —         | MPC                           |
| 463235     | 2012 EP6   | 19 jan 2004 | Kitt Peak     | Spacewatch          | —         | MPC                           |
| 463236     | 2012 EJ9   | 14 mar 2012 | Kitt Peak     | Spacewatch          | —         | MPC                           |
| 463237     | 2012 ES11  | 8 mar 2008  | Kitt Peak     | Spacewatch          | —         | MPC                           |
| 463238     | 2012 EO16  | 10 jan 2008 | Mount Lemmon  | Mount Lemmon Survey | —         | MPC                           |
| 463239     | 2012 ED17  | 30 mar 2008 | Catalina      | CSS                 | —         | MPC                           |
| 463240     | 2012 FC    | 16 mar 2012 | Piszkéstető   | Spacewatch          | —         | MPC                           |
| 463241     | 2012 FJ5   | 13 out 2010 | Mount Lemmon  | Mount Lemmon Survey | —         | MPC                           |
| 463242     | 2012 FK13  | 29 set 2005 | Mount Lemmon  | Mount Lemmon Survey | —         | MPC                           |
| 463243     | 2012 FV17  | 17 set 2006 | Kitt Peak     | Spacewatch          | —         | MPC                           |
| 463244     | 2012 FX28  | 28 mar 2008 | Mount Lemmon  | Mount Lemmon Survey | —         | MPC                           |
| 463245     | 2012 FE36  | 2 mar 2008  | Mount Lemmon  | Mount Lemmon Survey | —         | MPC                           |
| 463246     | 2012 FO36  | 22 fev 2012 | Kitt Peak     | Spacewatch          | —         | MPC                           |
| 463247     | 2012 FH39  | 1 mar 2008  | Kitt Peak     | Spacewatch          | —         | MPC                           |
| 463248     | 2012 FK43  | 26 fev 2012 | Mount Lemmon  | Mount Lemmon Survey | —         | MPC                           |
| 463249     | 2012 FM47  | 28 ago 2009 | Kitt Peak     | Spacewatch          | —         | MPC                           |
| 463250     | 2012 FH50  | 10 mar 2008 | Mount Lemmon  | Mount Lemmon Survey | —         | MPC                           |
| 463251     | 2012 FQ58  | 31 mar 2008 | Mount Lemmon  | Mount Lemmon Survey | Phocaea   | MPC                           |
| 463252     | 2012 FJ59  | 13 mar 2008 | Kitt Peak     | Spacewatch          | —         | MPC                           |
| 463253     | 2012 FR66  | 6 nov 2010  | Mount Lemmon  | Mount Lemmon Survey | —         | MPC                           |
| 463254     | 2012 FB69  | 5 mai 2008  | Mount Lemmon  | Mount Lemmon Survey | —         | MPC                           |
| 463255     | 2012 FT75  | 14 abr 2008 | Kitt Peak     | Spacewatch          | —         | MPC                           |
| 463256     | 2012 FU80  | 13 mar 2008 | Kitt Peak     | Spacewatch          | —         | MPC                           |
| 463257     | 2012 GG1   | 2 abr 2012  | Haleakala     | Pan-STARRS          | —         | MPC                           |
| 463258     | 2012 GJ1   | 3 jan 2011  | Mount Lemmon  | Mount Lemmon Survey | —         | MPC                           |
| 463259     | 2012 GL1   | 10 abr 2012 | Kitt Peak     | Spacewatch          | —         | MPC                           |
| 463260     | 2012 GB2   | 4 mar 2012  | Mount Lemmon  | Mount Lemmon Survey | Phocaea   | MPC                           |
| 463261     | 2012 GT3   | 16 set 2009 | Mount Lemmon  | Mount Lemmon Survey | —         | MPC                           |
| 463262     | 2012 GE7   | 15 jul 2004 | Siding Spring | SSS                 | —         | MPC                           |
| 463263     | 2012 GO7   | 20 out 1993 | Kitt Peak     | Spacewatch          | —         | MPC                           |
| 463264     | 2012 GQ7   | 28 mai 2008 | Mount Lemmon  | Mount Lemmon Survey | —         | MPC                           |
| 463265     | 2012 GX9   | 30 jan 2008 | Mount Lemmon  | Mount Lemmon Survey | —         | MPC                           |
| 463266     | 2012 GP13  | 27 mar 2012 | Mount Lemmon  | Mount Lemmon Survey | —         | MPC                           |
| 463267     | 2012 GS13  | 9 fev 2002  | Kitt Peak     | Spacewatch          | —         | MPC                           |
| 463268     | 2012 GT13  | 11 jan 2011 | Kitt Peak     | Spacewatch          | —         | MPC                           |
| 463269     | 2012 GT23  | 21 out 1995 | Kitt Peak     | Spacewatch          | —         | MPC                           |
| 463270     | 2012 GG25  | 10 out 2004 | Kitt Peak     | Spacewatch          | —         | MPC                           |
| 463271     | 2012 GU25  | 11 abr 2008 | Kitt Peak     | Spacewatch          | —         | MPC                           |
| 463272     | 2012 GT34  | 19 jan 2012 | Mount Lemmon  | Mount Lemmon Survey | —         | MPC                           |
| 463273     | 2012 GU37  | 11 nov 2009 | Kitt Peak     | Spacewatch          | —         | MPC                           |
| 463274     | 2012 GK38  | 14 out 2009 | Mount Lemmon  | Mount Lemmon Survey | —         | MPC                           |
| 463275     | 2012 GS38  | 24 dez 2005 | Kitt Peak     | Spacewatch          | —         | MPC                           |
| 463276     | 2012 GW38  | 6 dez 2010  | Mount Lemmon  | Mount Lemmon Survey | —         | MPC                           |
| 463277     | 2012 HW7   | 13 abr 2012 | Kitt Peak     | Spacewatch          | Brangane  | MPC                           |
| 463278     | 2012 HS9   | 10 dez 2001 | Kitt Peak     | Spacewatch          | —         | MPC                           |
| 463279     | 2012 HM11  | 2 jan 2012  | Mount Lemmon  | Mount Lemmon Survey | —         | MPC                           |
| 463280     | 2012 HZ11  | 7 set 2008  | Catalina      | CSS                 | —         | MPC                           |
| 463281     | 2012 HN14  | 27 mar 2012 | Mount Lemmon  | Mount Lemmon Survey | —         | MPC                           |
| 463282     | 2012 HR15  | 22 abr 2012 | Catalina      | CSS                 | —         | MPC                           |
| 463283     | 2012 HS16  | 12 mar 2007 | Mount Lemmon  | Mount Lemmon Survey | Phocaea   | MPC                           |
| 463284     | 2012 HY19  | 15 out 2009 | Kitt Peak     | Spacewatch          | —         | MPC                           |
| 463285     | 2012 HY21  | 27 mar 2012 | Mount Lemmon  | Mount Lemmon Survey | —         | MPC                           |
| 463286     | 2012 HH27  | 20 abr 2012 | Kitt Peak     | Spacewatch          | —         | MPC                           |
| 463287     | 2012 HS27  | 22 set 2009 | Mount Lemmon  | Mount Lemmon Survey | —         | MPC                           |
| 463288     | 2012 HP28  | 27 jan 2007 | Mount Lemmon  | Mount Lemmon Survey | —         | MPC                           |
| 463289     | 2012 HN31  | 14 mar 2007 | Mount Lemmon  | Mount Lemmon Survey | —         | MPC                           |
| 463290     | 2012 HE32  | 8 out 2004  | Kitt Peak     | Spacewatch          | —         | MPC                           |
| 463291     | 2012 HG32  | 25 abr 2012 | Kitt Peak     | Spacewatch          | Brangane  | MPC                           |
| 463292     | 2012 HR33  | 1 abr 2012  | Mount Lemmon  | Mount Lemmon Survey | —         | MPC                           |
| 463293     | 2012 HO40  | 7 dez 2002  | Desert Eagle  | W. K. Y. Yeung      | —         | MPC                           |
| 463294     | 2012 HS47  | 18 abr 2012 | Catalina      | CSS                 | —         | MPC                           |
| 463295     | 2012 HL48  | 27 dez 2006 | Mount Lemmon  | Mount Lemmon Survey | —         | MPC                           |
| 463296     | 2012 HM59  | 3 mai 2008  | Mount Lemmon  | Mount Lemmon Survey | —         | MPC                           |
| 463297     | 2012 HV66  | 17 set 2009 | Kitt Peak     | Spacewatch          | Phocaea   | MPC                           |
| 463298     | 2012 HX70  | 4 jan 2011  | Mount Lemmon  | Mount Lemmon Survey | —         | MPC                           |
| 463299     | 2012 HQ74  | 3 set 2010  | Mount Lemmon  | Mount Lemmon Survey | —         | MPC                           |
| 463300     | 2012 HE79  | 29 mai 2008 | Mount Lemmon  | Mount Lemmon Survey | —         | MPC                           |

## 463301–463400
| Designação | Designação | Descoberta  | Descoberta       | Descobridor(es)        | Categoria | Mais informações / Referência |
| Permanente | Provisória | Data        | Local            | Descobridor(es)        | Categoria | Mais informações / Referência |
| ---------- | ---------- | ----------- | ---------------- | ---------------------- | --------- | ----------------------------- |
| 463301     | 2012 HU79  | 26 mar 2003 | Palomar          | NEAT                   | —         | MPC                           |
| 463302     | 2012 HS80  | 29 abr 2012 | Kitt Peak        | Spacewatch             | —         | MPC                           |
| 463303     | 2012 HY82  | 10 jan 2011 | Mount Lemmon     | Mount Lemmon Survey    | —         | MPC                           |
| 463304     | 2012 JA7   | 29 abr 2012 | Kitt Peak        | Spacewatch             | —         | MPC                           |
| 463305     | 2012 JE9   | 28 abr 2012 | Mount Lemmon     | Mount Lemmon Survey    | Brangane  | MPC                           |
| 463306     | 2012 JF11  | 14 mar 2007 | Kitt Peak        | Spacewatch             | —         | MPC                           |
| 463307     | 2012 JD20  | 25 out 2005 | Kitt Peak        | Spacewatch             | —         | MPC                           |
| 463308     | 2012 JK20  | 1 out 2005  | Mount Lemmon     | Mount Lemmon Survey    | —         | MPC                           |
| 463309     | 2012 JO22  | 6 set 2008  | Catalina         | CSS                    | —         | MPC                           |
| 463310     | 2012 JU24  | 30 out 2005 | Kitt Peak        | Spacewatch             | —         | MPC                           |
| 463311     | 2012 JO26  | 2 jan 2011  | Mount Lemmon     | Mount Lemmon Survey    | Phocaea   | MPC                           |
| 463312     | 2012 JT26  | 14 mai 2012 | Mount Lemmon     | Mount Lemmon Survey    | —         | MPC                           |
| 463313     | 2012 JZ27  | 20 dez 2009 | Catalina         | CSS                    | —         | MPC                           |
| 463314     | 2012 JD30  | 28 abr 2012 | Mount Lemmon     | Mount Lemmon Survey    | —         | MPC                           |
| 463315     | 2012 JG34  | 27 dez 2006 | Mount Lemmon     | Mount Lemmon Survey    | —         | MPC                           |
| 463316     | 2012 JB51  | 24 abr 2008 | Kitt Peak        | Spacewatch             | —         | MPC                           |
| 463317     | 2012 JK51  | 15 set 2009 | Kitt Peak        | Spacewatch             | —         | MPC                           |
| 463318     | 2012 JQ52  | 23 mar 2003 | Apache Point     | SDSS                   | —         | MPC                           |
| 463319     | 2012 JA55  | 25 out 2005 | Mount Lemmon     | Mount Lemmon Survey    | —         | MPC                           |
| 463320     | 2012 JF60  | 14 out 2009 | Mount Lemmon     | Mount Lemmon Survey    | —         | MPC                           |
| 463321     | 2012 KZ9   | 1 mai 2012  | Mount Lemmon     | Mount Lemmon Survey    | —         | MPC                           |
| 463322     | 2012 KD21  | 14 mai 2008 | Mount Lemmon     | Mount Lemmon Survey    | —         | MPC                           |
| 463323     | 2012 KP25  | 29 mar 2012 | Kitt Peak        | Spacewatch             | —         | MPC                           |
| 463324     | 2012 KJ28  | 29 mar 2012 | Kitt Peak        | Spacewatch             | Eos       | MPC                           |
| 463325     | 2012 KR31  | 20 abr 2012 | Mount Lemmon     | Mount Lemmon Survey    | —         | MPC                           |
| 463326     | 2012 KS34  | 25 out 2005 | Kitt Peak        | Spacewatch             | —         | MPC                           |
| 463327     | 2012 KP42  | 18 jan 1999 | Kitt Peak        | Spacewatch             | —         | MPC                           |
| 463328     | 2012 KB43  | 30 nov 2010 | Mount Lemmon     | Mount Lemmon Survey    | —         | MPC                           |
| 463329     | 2012 KT45  | 26 ago 2008 | Socorro          | LINEAR                 | —         | MPC                           |
| 463330     | 2012 KE46  | 19 mai 2012 | Catalina         | CSS                    | —         | MPC                           |
| 463331     | 2012 KA48  | 2 out 2003  | Kitt Peak        | Spacewatch             | —         | MPC                           |
| 463332     | 2012 KC49  | 28 jan 2007 | Kitt Peak        | Spacewatch             | —         | MPC                           |
| 463333     | 2012 KM50  | 20 mai 2012 | Mount Lemmon     | Mount Lemmon Survey    | Phocaea   | MPC                           |
| 463334     | 2012 LO8   | 30 mai 2008 | Mount Lemmon     | Mount Lemmon Survey    | —         | MPC                           |
| 463335     | 2012 LO17  | 19 mai 2012 | Mount Lemmon     | Mount Lemmon Survey    | —         | MPC                           |
| 463336     | 2012 MF3   | 27 mai 2012 | Mount Lemmon     | Mount Lemmon Survey    | —         | MPC                           |
| 463337     | 2012 MH5   | 28 mar 2010 | WISE             | WISE                   | —         | MPC                           |
| 463338     | 2012 NC1   | 14 jun 2012 | Mount Lemmon     | Mount Lemmon Survey    | —         | MPC                           |
| 463339     | 2012 OM2   | 1 abr 2011  | Mount Lemmon     | Mount Lemmon Survey    | —         | MPC                           |
| 463340     | 2012 PR8   | 19 set 2003 | Kitt Peak        | Spacewatch             | —         | MPC                           |
| 463341     | 2012 PX13  | 17 ago 2006 | Palomar          | NEAT                   | —         | MPC                           |
| 463342     | 2012 PS21  | 12 mar 2005 | Mount Lemmon     | Mount Lemmon Survey    | Brangane  | MPC                           |
| 463343     | 2012 PA35  | 29 dez 2008 | Siding Spring    | SSS                    | —         | MPC                           |
| 463344     | 2012 PR39  | 10 ago 2012 | Kitt Peak        | Spacewatch             | —         | MPC                           |
| 463345     | 2012 PM42  | 7 out 2007  | Mount Lemmon     | Mount Lemmon Survey    | —         | MPC                           |
| 463346     | 2012 QT10  | 14 set 2007 | Mount Lemmon     | Mount Lemmon Survey    | —         | MPC                           |
| 463347     | 2012 QT18  | 9 mar 2011  | Kitt Peak        | Spacewatch             | —         | MPC                           |
| 463348     | 2012 QL21  | 12 mar 2011 | Mount Lemmon     | Mount Lemmon Survey    | —         | MPC                           |
| 463349     | 2012 QM36  | 22 ago 2006 | Palomar          | NEAT                   | —         | MPC                           |
| 463350     | 2012 QK43  | 8 out 2007  | Catalina         | CSS                    | —         | MPC                           |
| 463351     | 2012 QY47  | 10 abr 2005 | Kitt Peak        | Spacewatch             | —         | MPC                           |
| 463352     | 2012 RF8   | 16 out 2007 | Catalina         | CSS                    | —         | MPC                           |
| 463353     | 2012 RC13  | 4 mar 2005  | Kitt Peak        | Spacewatch             | —         | MPC                           |
| 463354     | 2012 RG25  | 29 jul 2006 | Siding Spring    | SSS                    | —         | MPC                           |
| 463355     | 2012 RJ26  | 26 abr 2006 | Cerro Tololo     | M. W. Buie             | —         | MPC                           |
| 463356     | 2012 RR26  | 12 out 2007 | Mount Lemmon     | Mount Lemmon Survey    | —         | MPC                           |
| 463357     | 2012 SH22  | 19 mai 2005 | Mount Lemmon     | Mount Lemmon Survey    | —         | MPC                           |
| 463358     | 2012 ST40  | 2 out 2006  | Mount Lemmon     | Mount Lemmon Survey    | —         | MPC                           |
| 463359     | 2012 SO56  | 14 set 2012 | Catalina         | CSS                    | —         | MPC                           |
| 463360     | 2012 TU    | 4 out 2012  | Haleakala        | Pan-STARRS             | —         | MPC                           |
| 463361     | 2012 TT14  | 13 set 2007 | Catalina         | CSS                    | —         | MPC                           |
| 463362     | 2012 TB30  | 15 set 2012 | ESA OGS          | ESA OGS                | —         | MPC                           |
| 463363     | 2012 TR44  | 12 abr 2005 | Mount Lemmon     | Mount Lemmon Survey    | —         | MPC                           |
| 463364     | 2012 TR105 | 28 jun 2006 | Siding Spring    | SSS                    | —         | MPC                           |
| 463365     | 2012 TU132 | 23 mai 2010 | WISE             | WISE                   | —         | MPC                           |
| 463366     | 2012 TX159 | 22 abr 2011 | Kitt Peak        | Spacewatch             | —         | MPC                           |
| 463367     | 2012 UQ115 | 17 out 2006 | Kitt Peak        | Spacewatch             | —         | MPC                           |
| 463368     | 2012 VU85  | 14 nov 2012 | Mount Graham     | K. Černis, R. P. Boyle | —         | MPC                           |
| 463369     | 2012 WV35  | 19 nov 2004 | Catalina         | CSS                    | —         | MPC                           |
| 463370     | 2012 XW45  | 21 out 2012 | Haleakala        | Pan-STARRS             | —         | MPC                           |
| 463371     | 2012 XT54  | 26 abr 2003 | Kitt Peak        | Spacewatch             | —         | MPC                           |
| 463372     | 2013 AT    | 11 jan 2008 | Mount Lemmon     | Mount Lemmon Survey    | —         | MPC                           |
| 463373     | 2013 AH78  | 4 nov 2007  | Mount Lemmon     | Mount Lemmon Survey    | —         | MPC                           |
| 463374     | 2013 AC94  | 5 jun 2011  | Mount Lemmon     | Mount Lemmon Survey    | —         | MPC                           |
| 463375     | 2013 AX96  | 13 dez 2004 | Campo Imperatore | CINEOS                 | —         | MPC                           |
| 463376     | 2013 AT105 | 10 jan 2013 | Catalina         | CSS                    | —         | MPC                           |
| 463377     | 2013 BH16  | 16 jan 2008 | Kitt Peak        | Spacewatch             | —         | MPC                           |
| 463378     | 2013 BK25  | 18 jan 2013 | Mount Lemmon     | Mount Lemmon Survey    | —         | MPC                           |
| 463379     | 2013 BJ45  | 29 jun 2003 | Socorro          | LINEAR                 | —         | MPC                           |
| 463380     | 2013 BY45  | 6 abr 2010  | Mount Lemmon     | Mount Lemmon Survey    | —         | MPC                           |
| 463381     | 2013 BM62  | 9 jan 2013  | Kitt Peak        | Spacewatch             | —         | MPC                           |
| 463382     | 2013 BE64  | 18 jan 2013 | Kitt Peak        | Spacewatch             | —         | MPC                           |
| 463383     | 2013 CK23  | 7 mai 2005  | Catalina         | CSS                    | —         | MPC                           |
| 463384     | 2013 CM33  | 17 jan 2013 | Catalina         | CSS                    | —         | MPC                           |
| 463385     | 2013 CT35  | 7 fev 2013  | Nogales          | LONEOS                 | —         | MPC                           |
| 463386     | 2013 CC55  | 29 ago 1995 | Kitt Peak        | Spacewatch             | —         | MPC                           |
| 463387     | 2013 CT82  | 8 fev 2013  | Haleakala        | Pan-STARRS             | —         | MPC                           |
| 463388     | 2013 CL181 | 11 fev 2013 | Catalina         | CSS                    | —         | MPC                           |
| 463389     | 2013 ED5   | 3 ago 2011  | Haleakala        | Pan-STARRS             | —         | MPC                           |
| 463390     | 2013 EX23  | 8 mar 2013  | Haleakala        | Pan-STARRS             | —         | MPC                           |
| 463391     | 2013 EA115 | 2 mar 2006  | Kitt Peak        | Spacewatch             | —         | MPC                           |
| 463392     | 2013 FF25  | 12 mar 2013 | Kitt Peak        | Spacewatch             | —         | MPC                           |
| 463393     | 2013 GN28  | 4 dez 2008  | Mount Lemmon     | Mount Lemmon Survey    | —         | MPC                           |
| 463394     | 2013 GV28  | 3 dez 2008  | Mount Lemmon     | Mount Lemmon Survey    | —         | MPC                           |
| 463395     | 2013 GH34  | 14 set 2006 | Kitt Peak        | Spacewatch             | —         | MPC                           |
| 463396     | 2013 GS34  | 7 abr 2013  | Mount Lemmon     | Mount Lemmon Survey    | —         | MPC                           |
| 463397     | 2013 GU41  | 8 abr 2013  | Mount Lemmon     | Mount Lemmon Survey    | —         | MPC                           |
| 463398     | 2013 GD79  | 18 nov 2008 | Kitt Peak        | Spacewatch             | —         | MPC                           |
| 463399     | 2013 GD89  | 24 mar 2003 | Kitt Peak        | Spacewatch             | —         | MPC                           |
| 463400     | 2013 GP109 | 17 mai 2010 | WISE             | WISE                   | —         | MPC                           |

## 463401–463500
| Designação | Designação | Descoberta  | Descoberta         | Descobridor(es)     | Categoria | Mais informações / Referência |
| Permanente | Provisória | Data        | Local              | Descobridor(es)     | Categoria | Mais informações / Referência |
| ---------- | ---------- | ----------- | ------------------ | ------------------- | --------- | ----------------------------- |
| 463401     | 2013 GL123 | 11 abr 2013 | Mount Lemmon       | Mount Lemmon Survey | —         | MPC                           |
| 463402     | 2013 GP135 | 24 out 2011 | Kitt Peak          | Spacewatch          | —         | MPC                           |
| 463403     | 2013 HG10  | 13 mar 2013 | Kitt Peak          | Spacewatch          | —         | MPC                           |
| 463404     | 2013 HU11  | 17 out 2003 | Socorro            | LINEAR              | —         | MPC                           |
| 463405     | 2013 HF15  | 16 fev 2013 | Mount Lemmon       | Mount Lemmon Survey | —         | MPC                           |
| 463406     | 2013 HU17  | 18 abr 2013 | Kitt Peak          | Spacewatch          | —         | MPC                           |
| 463407     | 2013 HX36  | 10 ago 2010 | XuYi               | PMO NEO             | —         | MPC                           |
| 463408     | 2013 HX38  | 23 set 2011 | Kitt Peak          | Spacewatch          | —         | MPC                           |
| 463409     | 2013 HK43  | 31 jan 2006 | Kitt Peak          | Spacewatch          | —         | MPC                           |
| 463410     | 2013 HJ44  | 18 out 2011 | Kitt Peak          | Spacewatch          | —         | MPC                           |
| 463411     | 2013 HF60  | 31 dez 2008 | Kitt Peak          | Spacewatch          | —         | MPC                           |
| 463412     | 2013 HY67  | 24 set 2007 | Kitt Peak          | Spacewatch          | —         | MPC                           |
| 463413     | 2013 HJ73  | 13 set 2007 | Mount Lemmon       | Mount Lemmon Survey | —         | MPC                           |
| 463414     | 2013 HS78  | 19 nov 2008 | Kitt Peak          | Spacewatch          | —         | MPC                           |
| 463415     | 2013 HV85  | 28 set 2011 | Mount Lemmon       | Mount Lemmon Survey | —         | MPC                           |
| 463416     | 2013 HT86  | 15 set 2007 | Mount Lemmon       | Mount Lemmon Survey | —         | MPC                           |
| 463417     | 2013 HO89  | 16 abr 2013 | Cerro Tololo-DECam | Spacewatch          | —         | MPC                           |
| 463418     | 2013 HU111 | 1 fev 2009  | Kitt Peak          | Spacewatch          | —         | MPC                           |
| 463419     | 2013 HQ118 | 21 out 2011 | Mount Lemmon       | Mount Lemmon Survey | —         | MPC                           |
| 463420     | 2013 HD128 | 22 out 2008 | Kitt Peak          | Spacewatch          | —         | MPC                           |
| 463421     | 2013 JH6   | 27 mar 2003 | Campo Imperatore   | CINEOS              | —         | MPC                           |
| 463422     | 2013 JG13  | 5 fev 2009  | Kitt Peak          | Spacewatch          | Flora     | MPC                           |
| 463423     | 2013 JL25  | 7 nov 2007  | Catalina           | CSS                 | —         | MPC                           |
| 463424     | 2013 JF41  | 25 set 2001 | Socorro            | LINEAR              | —         | MPC                           |
| 463425     | 2013 JH46  | 4 set 2000  | Anderson Mesa      | LONEOS              | —         | MPC                           |
| 463426     | 2013 KB1   | 29 dez 2005 | Kitt Peak          | Spacewatch          | —         | MPC                           |
| 463427     | 2013 KB14  | 3 fev 2009  | Kitt Peak          | Spacewatch          | —         | MPC                           |
| 463428     | 2013 KY16  | 19 out 2007 | Mount Lemmon       | Mount Lemmon Survey | —         | MPC                           |
| 463429     | 2013 LV12  | 22 nov 2006 | Mount Lemmon       | Mount Lemmon Survey | —         | MPC                           |
| 463430     | 2013 LL16  | 15 out 2007 | Mount Lemmon       | Mount Lemmon Survey | —         | MPC                           |
| 463431     | 2013 LJ22  | 3 jun 2013  | Kitt Peak          | Spacewatch          | —         | MPC                           |
| 463432     | 2013 LJ23  | 21 dez 2008 | Kitt Peak          | Spacewatch          | —         | MPC                           |
| 463433     | 2013 LV25  | 27 jan 2012 | Mount Lemmon       | Mount Lemmon Survey | —         | MPC                           |
| 463434     | 2013 LC35  | 20 fev 2006 | Kitt Peak          | Spacewatch          | —         | MPC                           |
| 463435     | 2013 LF35  | 1 out 2010  | Kitt Peak          | Spacewatch          | —         | MPC                           |
| 463436     | 2013 MN4   | 10 out 2002 | Apache Point       | SDSS                | —         | MPC                           |
| 463437     | 2013 MO4   | 27 mai 2009 | Mount Lemmon       | Mount Lemmon Survey | —         | MPC                           |
| 463438     | 2013 ML5   | 3 mai 2006  | Mount Lemmon       | Mount Lemmon Survey | —         | MPC                           |
| 463439     | 2013 MQ5   | 25 ago 1998 | Caussols           | ODAS                | —         | MPC                           |
| 463440     | 2013 MR5   | 8 mar 2005  | Kitt Peak          | Spacewatch          | —         | MPC                           |
| 463441     | 2013 MR9   | 2 abr 2006  | Mount Lemmon       | Mount Lemmon Survey | —         | MPC                           |
| 463442     | 2013 NW7   | 29 mar 2008 | Catalina           | CSS                 | —         | MPC                           |
| 463443     | 2013 NS10  | 17 ago 2009 | Kitt Peak          | Spacewatch          | —         | MPC                           |
| 463444     | 2013 NE12  | 8 mar 2005  | Mount Lemmon       | Mount Lemmon Survey | —         | MPC                           |
| 463445     | 2013 NN13  | 27 out 2008 | Mount Lemmon       | Mount Lemmon Survey | Ursula    | MPC                           |
| 463446     | 2013 NQ19  | 13 fev 2011 | Mount Lemmon       | Mount Lemmon Survey | —         | MPC                           |
| 463447     | 2013 NX19  | 13 dez 2006 | Kitt Peak          | Spacewatch          | —         | MPC                           |
| 463448     | 2013 NA20  | 28 fev 2010 | WISE               | WISE                | —         | MPC                           |
| 463449     | 2013 NE20  | 18 set 2003 | Kitt Peak          | Spacewatch          | —         | MPC                           |
| 463450     | 2013 OJ4   | 19 mai 2006 | Mount Lemmon       | Mount Lemmon Survey | —         | MPC                           |
| 463451     | 2013 OB5   | 29 mar 2009 | Kitt Peak          | Spacewatch          | —         | MPC                           |
| 463452     | 2013 OU7   | 21 fev 2007 | Mount Lemmon       | Mount Lemmon Survey | —         | MPC                           |
| 463453     | 2013 OQ9   | 4 out 2006  | Mount Lemmon       | Mount Lemmon Survey | —         | MPC                           |
| 463454     | 2013 PB1   | 18 dez 2007 | Mount Lemmon       | Mount Lemmon Survey | —         | MPC                           |
| 463455     | 2013 PS3   | 27 fev 2010 | WISE               | WISE                | —         | MPC                           |
| 463456     | 2013 PV3   | 19 out 2006 | Mount Lemmon       | Mount Lemmon Survey | —         | MPC                           |
| 463457     | 2013 PX10  | 28 set 2009 | Kitt Peak          | Spacewatch          | —         | MPC                           |
| 463458     | 2013 PP15  | 10 out 2008 | Mount Lemmon       | Mount Lemmon Survey | —         | MPC                           |
| 463459     | 2013 PR15  | 21 nov 2003 | Kitt Peak          | Spacewatch          | Brangane  | MPC                           |
| 463460     | 2013 PN16  | 21 dez 2006 | Mount Lemmon       | Mount Lemmon Survey | —         | MPC                           |
| 463461     | 2013 PS19  | 19 fev 2012 | Kitt Peak          | Spacewatch          | —         | MPC                           |
| 463462     | 2013 PV20  | 31 out 2008 | Catalina           | CSS                 | —         | MPC                           |
| 463463     | 2013 PV24  | 7 jun 2013  | Mount Lemmon       | Mount Lemmon Survey | —         | MPC                           |
| 463464     | 2013 PC25  | 3 mar 2005  | Kitt Peak          | Spacewatch          | —         | MPC                           |
| 463465     | 2013 PA29  | 25 dez 2005 | Kitt Peak          | Spacewatch          | —         | MPC                           |
| 463466     | 2013 PY29  | 15 abr 2007 | Kitt Peak          | Spacewatch          | —         | MPC                           |
| 463467     | 2013 PX30  | 10 fev 2008 | Kitt Peak          | Spacewatch          | —         | MPC                           |
| 463468     | 2013 PB31  | 3 jan 2011  | Mount Lemmon       | Mount Lemmon Survey | —         | MPC                           |
| 463469     | 2013 PR32  | 13 jun 2004 | Kitt Peak          | Spacewatch          | —         | MPC                           |
| 463470     | 2013 PP35  | 15 ago 2004 | Campo Imperatore   | CINEOS              | —         | MPC                           |
| 463471     | 2013 PS35  | 8 set 1996  | Kitt Peak          | Spacewatch          | —         | MPC                           |
| 463472     | 2013 PO40  | 16 set 2003 | Kitt Peak          | Spacewatch          | —         | MPC                           |
| 463473     | 2013 PA43  | 26 jan 2010 | WISE               | WISE                | —         | MPC                           |
| 463474     | 2013 PD50  | 31 ago 2005 | Anderson Mesa      | LONEOS              | —         | MPC                           |
| 463475     | 2013 PW52  | 17 mai 2012 | Kitt Peak          | Spacewatch          | —         | MPC                           |
| 463476     | 2013 PQ57  | 17 set 2009 | Mount Lemmon       | Mount Lemmon Survey | —         | MPC                           |
| 463477     | 2013 PX57  | 27 jul 2009 | Kitt Peak          | Spacewatch          | —         | MPC                           |
| 463478     | 2013 PE65  | 7 set 2004  | Kitt Peak          | Spacewatch          | —         | MPC                           |
| 463479     | 2013 PH66  | 8 out 2008  | Mount Lemmon       | Mount Lemmon Survey | Brangane  | MPC                           |
| 463480     | 2013 PC74  | 19 jan 2012 | Kitt Peak          | Spacewatch          | —         | MPC                           |
| 463481     | 2013 QK5   | 22 abr 2012 | Kitt Peak          | Spacewatch          | —         | MPC                           |
| 463482     | 2013 QR12  | 3 mai 2010  | WISE               | WISE                | —         | MPC                           |
| 463483     | 2013 QV13  | 1 out 2008  | Mount Lemmon       | Mount Lemmon Survey | —         | MPC                           |
| 463484     | 2013 QG14  | 5 jan 2010  | Kitt Peak          | Spacewatch          | —         | MPC                           |
| 463485     | 2013 QW23  | 19 set 2009 | Kitt Peak          | Spacewatch          | —         | MPC                           |
| 463486     | 2013 QN26  | 5 abr 2005  | Mount Lemmon       | Mount Lemmon Survey | Mitidika  | MPC                           |
| 463487     | 2013 QE29  | 13 set 2005 | Kitt Peak          | Spacewatch          | —         | MPC                           |
| 463488     | 2013 QG29  | 12 fev 2008 | Kitt Peak          | Spacewatch          | —         | MPC                           |
| 463489     | 2013 QF30  | 11 jul 2004 | Socorro            | LINEAR              | —         | MPC                           |
| 463490     | 2013 QG30  | 17 jan 2007 | Kitt Peak          | Spacewatch          | —         | MPC                           |
| 463491     | 2013 QH37  | 19 out 2003 | Apache Point       | SDSS                | —         | MPC                           |
| 463492     | 2013 QD38  | 18 set 2009 | Catalina           | CSS                 | —         | MPC                           |
| 463493     | 2013 QV41  | 22 set 2009 | Kitt Peak          | Spacewatch          | —         | MPC                           |
| 463494     | 2013 QM42  | 8 jan 2010  | Kitt Peak          | Spacewatch          | —         | MPC                           |
| 463495     | 2013 QX48  | 10 mar 2008 | Kitt Peak          | Spacewatch          | —         | MPC                           |
| 463496     | 2013 QN50  | 16 fev 2010 | Mount Lemmon       | Mount Lemmon Survey | —         | MPC                           |
| 463497     | 2013 QW53  | 25 mar 2012 | Mount Lemmon       | Mount Lemmon Survey | —         | MPC                           |
| 463498     | 2013 QO54  | 6 abr 2010  | WISE               | WISE                | —         | MPC                           |
| 463499     | 2013 QA55  | 20 abr 2009 | Mount Lemmon       | Mount Lemmon Survey | —         | MPC                           |
| 463500     | 2013 QH55  | 9 nov 2009  | Mount Lemmon       | Mount Lemmon Survey | —         | MPC                           |

## 463501–463600
| Designação | Designação | Descoberta  | Descoberta   | Descobridor(es)     | Categoria | Mais informações / Referência |
| Permanente | Provisória | Data        | Local        | Descobridor(es)     | Categoria | Mais informações / Referência |
| ---------- | ---------- | ----------- | ------------ | ------------------- | --------- | ----------------------------- |
| 463501     | 2013 QA57  | 9 mai 2005  | Kitt Peak    | Spacewatch          | —         | MPC                           |
| 463502     | 2013 QG57  | 7 fev 2008  | Kitt Peak    | Spacewatch          | —         | MPC                           |
| 463503     | 2013 QA58  | 15 set 2009 | Kitt Peak    | Spacewatch          | —         | MPC                           |
| 463504     | 2013 QL58  | 30 jul 2013 | Kitt Peak    | Spacewatch          | —         | MPC                           |
| 463505     | 2013 QC59  | 19 set 2008 | Kitt Peak    | Spacewatch          | Brangane  | MPC                           |
| 463506     | 2013 QT59  | 22 abr 2012 | Kitt Peak    | Spacewatch          | —         | MPC                           |
| 463507     | 2013 QU59  | 13 fev 2008 | Mount Lemmon | Mount Lemmon Survey | —         | MPC                           |
| 463508     | 2013 QN60  | 4 mar 2011  | Catalina     | CSS                 | Brangane  | MPC                           |
| 463509     | 2013 QE61  | 23 set 2009 | Mount Lemmon | Mount Lemmon Survey | —         | MPC                           |
| 463510     | 2013 QS61  | 29 set 2003 | Kitt Peak    | Spacewatch          | —         | MPC                           |
| 463511     | 2013 QZ62  | 1 mar 2008  | Kitt Peak    | Spacewatch          | —         | MPC                           |
| 463512     | 2013 QN64  | 21 fev 2012 | Kitt Peak    | Spacewatch          | —         | MPC                           |
| 463513     | 2013 QK66  | 7 set 2008  | Mount Lemmon | Mount Lemmon Survey | Brangane  | MPC                           |
| 463514     | 2013 QT67  | 23 fev 2007 | Mount Lemmon | Mount Lemmon Survey | —         | MPC                           |
| 463515     | 2013 QB68  | 30 jul 2013 | Kitt Peak    | Spacewatch          | —         | MPC                           |
| 463516     | 2013 QT68  | 26 fev 2011 | Mount Lemmon | Mount Lemmon Survey | —         | MPC                           |
| 463517     | 2013 QB71  | 28 out 2005 | Kitt Peak    | Spacewatch          | —         | MPC                           |
| 463518     | 2013 QC71  | 29 set 2003 | Kitt Peak    | Spacewatch          | —         | MPC                           |
| 463519     | 2013 QL73  | 17 nov 2009 | Mount Lemmon | Mount Lemmon Survey | —         | MPC                           |
| 463520     | 2013 QX75  | 5 jan 2006  | Kitt Peak    | Spacewatch          | —         | MPC                           |
| 463521     | 2013 QZ88  | 28 set 2003 | Apache Point | SDSS                | —         | MPC                           |
| 463522     | 2013 QU90  | 6 out 2008  | Mount Lemmon | Mount Lemmon Survey | —         | MPC                           |
| 463523     | 2013 QD92  | 9 out 2008  | Mount Lemmon | Mount Lemmon Survey | —         | MPC                           |
| 463524     | 2013 QK95  | 11 jul 2004 | Palomar      | NEAT                | —         | MPC                           |
| 463525     | 2013 RM1   | 31 jan 2003 | Palomar      | NEAT                | —         | MPC                           |
| 463526     | 2013 RP1   | 28 mar 2012 | Mount Lemmon | Mount Lemmon Survey | —         | MPC                           |
| 463527     | 2013 RH2   | 15 nov 1995 | Kitt Peak    | Spacewatch          | —         | MPC                           |
| 463528     | 2013 RX10  | 11 set 2004 | Kitt Peak    | Spacewatch          | —         | MPC                           |
| 463529     | 2013 RC15  | 17 out 2010 | Mount Lemmon | Mount Lemmon Survey | —         | MPC                           |
| 463530     | 2013 RP15  | 12 jan 2011 | Mount Lemmon | Mount Lemmon Survey | —         | MPC                           |
| 463531     | 2013 RT17  | 28 jul 2013 | Kitt Peak    | Spacewatch          | —         | MPC                           |
| 463532     | 2013 RW21  | 12 set 2007 | Mount Lemmon | Mount Lemmon Survey | —         | MPC                           |
| 463533     | 2013 RS22  | 29 mai 2008 | Mount Lemmon | Mount Lemmon Survey | —         | MPC                           |
| 463534     | 2013 RQ23  | 13 mar 2007 | Mount Lemmon | Mount Lemmon Survey | —         | MPC                           |
| 463535     | 2013 RJ24  | 6 mar 2011  | Mount Lemmon | Mount Lemmon Survey | —         | MPC                           |
| 463536     | 2013 RB28  | 23 nov 2009 | Mount Lemmon | Mount Lemmon Survey | —         | MPC                           |
| 463537     | 2013 RU29  | 25 jan 2011 | Mount Lemmon | Mount Lemmon Survey | —         | MPC                           |
| 463538     | 2013 RV32  | 9 ago 2004  | Socorro      | LINEAR              | —         | MPC                           |
| 463539     | 2013 RZ33  | 20 set 2009 | Mount Lemmon | Mount Lemmon Survey | —         | MPC                           |
| 463540     | 2013 RM39  | 12 mar 2003 | Kitt Peak    | Spacewatch          | —         | MPC                           |
| 463541     | 2013 RW40  | 26 abr 2010 | WISE         | WISE                | —         | MPC                           |
| 463542     | 2013 RH44  | 21 jun 2007 | Mount Lemmon | Mount Lemmon Survey | —         | MPC                           |
| 463543     | 2013 RJ44  | 29 out 2008 | Kitt Peak    | Spacewatch          | —         | MPC                           |
| 463544     | 2013 RM44  | 30 ago 2008 | Socorro      | LINEAR              | —         | MPC                           |
| 463545     | 2013 RA45  | 11 set 2004 | Socorro      | LINEAR              | —         | MPC                           |
| 463546     | 2013 RL48  | 6 set 2008  | Mount Lemmon | Mount Lemmon Survey | —         | MPC                           |
| 463547     | 2013 RN48  | 3 set 2008  | Kitt Peak    | Spacewatch          | —         | MPC                           |
| 463548     | 2013 RU48  | 4 out 2004  | Kitt Peak    | Spacewatch          | —         | MPC                           |
| 463549     | 2013 RM49  | 30 jul 2009 | Catalina     | CSS                 | —         | MPC                           |
| 463550     | 2013 RA50  | 7 abr 2003  | Kitt Peak    | Spacewatch          | —         | MPC                           |
| 463551     | 2013 RH50  | 31 out 2006 | Mount Lemmon | Mount Lemmon Survey | —         | MPC                           |
| 463552     | 2013 RX50  | 18 set 2009 | Kitt Peak    | Spacewatch          | —         | MPC                           |
| 463553     | 2013 RD51  | 8 abr 2003  | Kitt Peak    | Spacewatch          | —         | MPC                           |
| 463554     | 2013 RL53  | 29 set 2008 | Mount Lemmon | Mount Lemmon Survey | Brangane  | MPC                           |
| 463555     | 2013 RZ54  | 1 nov 2006  | Mount Lemmon | Mount Lemmon Survey | —         | MPC                           |
| 463556     | 2013 RF58  | 21 dez 2005 | Kitt Peak    | Spacewatch          | —         | MPC                           |
| 463557     | 2013 RG58  | 23 ago 2004 | Kitt Peak    | Spacewatch          | —         | MPC                           |
| 463558     | 2013 RZ58  | 2 mar 2005  | Kitt Peak    | Spacewatch          | Brangane  | MPC                           |
| 463559     | 2013 RU59  | 10 set 2013 | Haleakala    | Pan-STARRS          | —         | MPC                           |
| 463560     | 2013 RZ60  | 16 jan 2011 | Mount Lemmon | Mount Lemmon Survey | —         | MPC                           |
| 463561     | 2013 RY65  | 10 mar 2011 | Kitt Peak    | Spacewatch          | Brangane  | MPC                           |
| 463562     | 2013 RE68  | 7 out 2004  | Kitt Peak    | Spacewatch          | —         | MPC                           |
| 463563     | 2013 RJ71  | 25 set 2008 | Mount Lemmon | Mount Lemmon Survey | —         | MPC                           |
| 463564     | 2013 RC75  | 23 fev 2012 | Mount Lemmon | Mount Lemmon Survey | —         | MPC                           |
| 463565     | 2013 RT75  | 30 mar 2011 | Mount Lemmon | Mount Lemmon Survey | —         | MPC                           |
| 463566     | 2013 RE76  | 4 mar 2005  | Mount Lemmon | Mount Lemmon Survey | —         | MPC                           |
| 463567     | 2013 RS78  | 6 mar 2011  | Mount Lemmon | Mount Lemmon Survey | —         | MPC                           |
| 463568     | 2013 RN79  | 15 set 2009 | Kitt Peak    | Spacewatch          | —         | MPC                           |
| 463569     | 2013 RS79  | 15 mar 2012 | Kitt Peak    | Spacewatch          | —         | MPC                           |
| 463570     | 2013 RH80  | 24 out 2008 | Kitt Peak    | Spacewatch          | —         | MPC                           |
| 463571     | 2013 RW82  | 8 fev 2011  | Mount Lemmon | Mount Lemmon Survey | —         | MPC                           |
| 463572     | 2013 RH88  | 23 set 2008 | Kitt Peak    | Spacewatch          | —         | MPC                           |
| 463573     | 2013 RK90  | 9 fev 2005  | Kitt Peak    | Spacewatch          | —         | MPC                           |
| 463574     | 2013 RN92  | 5 abr 2005  | Mount Lemmon | Mount Lemmon Survey | —         | MPC                           |
| 463575     | 2013 RK94  | 9 set 2007  | Kitt Peak    | Spacewatch          | —         | MPC                           |
| 463576     | 2013 SZ13  | 28 out 2008 | Kitt Peak    | Spacewatch          | —         | MPC                           |
| 463577     | 2013 SH14  | 3 set 2013  | Mount Lemmon | Mount Lemmon Survey | —         | MPC                           |
| 463578     | 2013 SL14  | 13 mar 2012 | Mount Lemmon | Mount Lemmon Survey | —         | MPC                           |
| 463579     | 2013 SZ15  | 24 set 2008 | Kitt Peak    | Spacewatch          | —         | MPC                           |
| 463580     | 2013 ST17  | 15 out 2004 | Mount Lemmon | Mount Lemmon Survey | —         | MPC                           |
| 463581     | 2013 SX18  | 13 mar 2007 | Kitt Peak    | Spacewatch          | —         | MPC                           |
| 463582     | 2013 SL21  | 19 mai 2010 | WISE         | WISE                | —         | MPC                           |
| 463583     | 2013 SB22  | 16 set 2009 | Kitt Peak    | Spacewatch          | —         | MPC                           |
| 463584     | 2013 SD23  | 26 mar 2007 | Kitt Peak    | Spacewatch          | —         | MPC                           |
| 463585     | 2013 SD30  | 6 abr 2008  | Kitt Peak    | Spacewatch          | —         | MPC                           |
| 463586     | 2013 SG30  | 7 mai 2010  | WISE         | WISE                | —         | MPC                           |
| 463587     | 2013 SZ31  | 21 out 2008 | Mount Lemmon | Mount Lemmon Survey | —         | MPC                           |
| 463588     | 2013 SG33  | 16 dez 2009 | Mount Lemmon | Mount Lemmon Survey | —         | MPC                           |
| 463589     | 2013 SR34  | 25 set 2008 | Kitt Peak    | Spacewatch          | Brangane  | MPC                           |
| 463590     | 2013 SS34  | 17 mar 2005 | Mount Lemmon | Mount Lemmon Survey | —         | MPC                           |
| 463591     | 2013 SE35  | 2 out 2008  | Kitt Peak    | Spacewatch          | —         | MPC                           |
| 463592     | 2013 ST35  | 1 set 2013  | Mount Lemmon | Mount Lemmon Survey | —         | MPC                           |
| 463593     | 2013 SY36  | 7 set 2008  | Mount Lemmon | Mount Lemmon Survey | —         | MPC                           |
| 463594     | 2013 SP38  | 15 jan 2005 | Kitt Peak    | Spacewatch          | —         | MPC                           |
| 463595     | 2013 SB39  | 13 set 2013 | Mount Lemmon | Mount Lemmon Survey | —         | MPC                           |
| 463596     | 2013 SJ40  | 26 set 2009 | Catalina     | CSS                 | —         | MPC                           |
| 463597     | 2013 SM40  | 19 nov 2001 | Socorro      | LINEAR              | —         | MPC                           |
| 463598     | 2013 SP44  | 23 set 2008 | Kitt Peak    | Spacewatch          | —         | MPC                           |
| 463599     | 2013 SC47  | 12 jun 2005 | Kitt Peak    | Spacewatch          | —         | MPC                           |
| 463600     | 2013 SP48  | 1 out 2002  | Haleakala    | NEAT                | —         | MPC                           |

## 463601–463700
| Designação | Designação | Descoberta  | Descoberta    | Descobridor(es)     | Categoria | Mais informações / Referência |
| Permanente | Provisória | Data        | Local         | Descobridor(es)     | Categoria | Mais informações / Referência |
| ---------- | ---------- | ----------- | ------------- | ------------------- | --------- | ----------------------------- |
| 463601     | 2013 SP50  | 3 set 2007  | Catalina      | CSS                 | —         | MPC                           |
| 463602     | 2013 SZ51  | 20 nov 2008 | Kitt Peak     | Spacewatch          | —         | MPC                           |
| 463603     | 2013 SA58  | 21 out 2008 | Mount Lemmon  | Mount Lemmon Survey | —         | MPC                           |
| 463604     | 2013 SQ60  | 3 out 2002  | Palomar       | NEAT                | —         | MPC                           |
| 463605     | 2013 SN61  | 6 out 1996  | Kitt Peak     | Spacewatch          | Ursula    | MPC                           |
| 463606     | 2013 SS61  | 21 jan 2010 | WISE          | WISE                | —         | MPC                           |
| 463607     | 2013 SS67  | 24 abr 2003 | Kitt Peak     | Spacewatch          | —         | MPC                           |
| 463608     | 2013 SO72  | 7 out 2005  | Kitt Peak     | Spacewatch          | —         | MPC                           |
| 463609     | 2013 SG73  | 31 jan 2006 | Kitt Peak     | Spacewatch          | —         | MPC                           |
| 463610     | 2013 SL76  | 12 set 2013 | Catalina      | CSS                 | —         | MPC                           |
| 463611     | 2013 SR76  | 11 out 2004 | Palomar       | NEAT                | —         | MPC                           |
| 463612     | 2013 SZ79  | 25 set 1995 | Kitt Peak     | Spacewatch          | —         | MPC                           |
| 463613     | 2013 SA85  | 11 abr 2003 | Kitt Peak     | Spacewatch          | —         | MPC                           |
| 463614     | 2013 SF86  | 3 set 2013  | Kitt Peak     | Spacewatch          | —         | MPC                           |
| 463615     | 2013 TQ8   | 11 mai 2005 | Palomar       | NEAT                | —         | MPC                           |
| 463616     | 2013 TS8   | 17 set 2009 | Kitt Peak     | Spacewatch          | Phocaea   | MPC                           |
| 463617     | 2013 TD9   | 26 out 2009 | Mount Lemmon  | Mount Lemmon Survey | —         | MPC                           |
| 463618     | 2013 TD13  | 4 set 2013  | Mount Lemmon  | Mount Lemmon Survey | —         | MPC                           |
| 463619     | 2013 TJ13  | 26 set 2008 | Kitt Peak     | Spacewatch          | —         | MPC                           |
| 463620     | 2013 TQ13  | 16 mar 2005 | Kitt Peak     | Spacewatch          | —         | MPC                           |
| 463621     | 2013 TZ20  | 12 set 2007 | Mount Lemmon  | Mount Lemmon Survey | —         | MPC                           |
| 463622     | 2013 TO23  | 13 nov 2002 | Palomar       | NEAT                | —         | MPC                           |
| 463623     | 2013 TX24  | 15 mar 2007 | Kitt Peak     | Spacewatch          | —         | MPC                           |
| 463624     | 2013 TY27  | 23 mar 2003 | Kitt Peak     | Spacewatch          | —         | MPC                           |
| 463625     | 2013 TE30  | 22 abr 2007 | Mount Lemmon  | Mount Lemmon Survey | —         | MPC                           |
| 463626     | 2013 TD33  | 14 mar 2007 | Mount Lemmon  | Mount Lemmon Survey | —         | MPC                           |
| 463627     | 2013 TQ33  | 30 nov 2003 | Kitt Peak     | Spacewatch          | —         | MPC                           |
| 463628     | 2013 TN36  | 20 set 2006 | Anderson Mesa | LONEOS              | —         | MPC                           |
| 463629     | 2013 TP36  | 16 mar 2007 | Kitt Peak     | Spacewatch          | —         | MPC                           |
| 463630     | 2013 TD51  | 27 mai 2010 | WISE          | WISE                | —         | MPC                           |
| 463631     | 2013 TK52  | 26 out 2008 | Kitt Peak     | Spacewatch          | —         | MPC                           |
| 463632     | 2013 TW67  | 28 mai 2008 | Desert Eagle  | W. K. Y. Yeung      | —         | MPC                           |
| 463633     | 2013 TZ87  | 8 mar 2005  | Mount Lemmon  | Mount Lemmon Survey | —         | MPC                           |
| 463634     | 2013 TE89  | 28 out 2008 | Kitt Peak     | Spacewatch          | Brangane  | MPC                           |
| 463635     | 2013 TG102 | 20 out 2008 | Kitt Peak     | Spacewatch          | —         | MPC                           |
| 463636     | 2013 TH106 | 23 out 2008 | Kitt Peak     | Spacewatch          | —         | MPC                           |
| 463637     | 2013 TR107 | 16 abr 2005 | Kitt Peak     | Spacewatch          | —         | MPC                           |
| 463638     | 2013 TA110 | 28 jan 2011 | Mount Lemmon  | Mount Lemmon Survey | —         | MPC                           |
| 463639     | 2013 TC112 | 30 set 1991 | Kitt Peak     | Spacewatch          | —         | MPC                           |
| 463640     | 2013 TH113 | 29 mai 2008 | Mount Lemmon  | Mount Lemmon Survey | —         | MPC                           |
| 463641     | 2013 TA114 | 28 set 2013 | Mount Lemmon  | Mount Lemmon Survey | Brangane  | MPC                           |
| 463642     | 2013 TD115 | 1 jun 2010  | WISE          | WISE                | —         | MPC                           |
| 463643     | 2013 TD126 | 30 abr 2012 | Mount Lemmon  | Mount Lemmon Survey | —         | MPC                           |
| 463644     | 2013 TO130 | 21 set 2009 | Mount Lemmon  | Mount Lemmon Survey | —         | MPC                           |
| 463645     | 2013 TE132 | 1 dez 2008  | Mount Lemmon  | Mount Lemmon Survey | —         | MPC                           |
| 463646     | 2013 TG134 | 29 abr 2012 | Mount Lemmon  | Mount Lemmon Survey | —         | MPC                           |
| 463647     | 2013 TG136 | 9 nov 2009  | Mount Lemmon  | Mount Lemmon Survey | —         | MPC                           |
| 463648     | 2013 TD140 | 10 mar 2011 | Kitt Peak     | Spacewatch          | —         | MPC                           |
| 463649     | 2013 TO143 | 27 out 2008 | Mount Lemmon  | Mount Lemmon Survey | —         | MPC                           |
| 463650     | 2013 TP144 | 10 out 2002 | Apache Point  | SDSS                | —         | MPC                           |
| 463651     | 2013 TX144 | 20 mar 2010 | Mount Lemmon  | Mount Lemmon Survey | —         | MPC                           |
| 463652     | 2013 TG145 | 28 ago 2013 | Mount Lemmon  | Mount Lemmon Survey | —         | MPC                           |
| 463653     | 2013 TP146 | 27 ago 2006 | Anderson Mesa | LONEOS              | —         | MPC                           |
| 463654     | 2013 US6   | 13 set 2013 | Mount Lemmon  | Mount Lemmon Survey | —         | MPC                           |
| 463655     | 2013 UH13  | 24 ago 1998 | Socorro       | LINEAR              | —         | MPC                           |
| 463656     | 2013 VA7   | 28 jul 2008 | Mount Lemmon  | Mount Lemmon Survey | —         | MPC                           |
| 463657     | 2013 WA24  | 28 ago 2002 | Palomar       | NEAT                | Brangane  | MPC                           |
| 463658     | 2013 WR35  | 29 out 2003 | Kitt Peak     | Spacewatch          | —         | MPC                           |
| 463659     | 2013 WC67  | 21 jul 2012 | Siding Spring | SSS                 | —         | MPC                           |
| 463660     | 2013 WB89  | 4 dez 2008  | Kitt Peak     | Spacewatch          | —         | MPC                           |
| 463661     | 2013 WC108 | 7 out 2008  | Mount Lemmon  | Mount Lemmon Survey | —         | MPC                           |
| 463662     | 2013 YO24  | 18 mai 2010 | WISE          | WISE                | —         | MPC                           |
| 463663     | 2014 HY123 | 13 dez 2013 | Mount Lemmon  | Mount Lemmon Survey | —         | MPC                           |
| 463664     | 2014 JY24  | 4 mai 2014  | Mount Lemmon  | Mount Lemmon Survey | —         | MPC                           |
| 463665     | 2014 LC16  | 15 out 2004 | Mount Lemmon  | Mount Lemmon Survey | —         | MPC                           |
| 463666     | 2014 LH26  | 24 fev 2009 | Kitt Peak     | Spacewatch          | —         | MPC                           |
| 463667     | 2014 LG27  | 28 set 1997 | Kitt Peak     | Spacewatch          | —         | MPC                           |
| 463668     | 2014 MV51  | 25 jul 2006 | Mount Lemmon  | Mount Lemmon Survey | —         | MPC                           |
| 463669     | 2014 NB41  | 3 fev 2008  | Kitt Peak     | Spacewatch          | —         | MPC                           |
| 463670     | 2014 NL46  | 26 ago 2009 | Catalina      | CSS                 | —         | MPC                           |
| 463671     | 2014 OJ2   | 27 out 2011 | Catalina      | CSS                 | —         | MPC                           |
| 463672     | 2014 OR32  | 4 set 2008  | Kitt Peak     | Spacewatch          | —         | MPC                           |
| 463673     | 2014 OM45  | 31 ago 2000 | Kitt Peak     | Spacewatch          | —         | MPC                           |
| 463674     | 2014 OC84  | 22 ago 2004 | Kitt Peak     | Spacewatch          | —         | MPC                           |
| 463675     | 2014 OX85  | 17 set 2010 | Catalina      | CSS                 | —         | MPC                           |
| 463676     | 2014 OJ91  | 10 set 2007 | Catalina      | CSS                 | —         | MPC                           |
| 463677     | 2014 OY97  | 29 dez 2008 | Mount Lemmon  | Mount Lemmon Survey | —         | MPC                           |
| 463678     | 2014 OP98  | 7 out 2010  | Catalina      | CSS                 | —         | MPC                           |
| 463679     | 2014 OS118 | 9 out 2005  | Kitt Peak     | Spacewatch          | —         | MPC                           |
| 463680     | 2014 OX126 | 24 out 1995 | Kitt Peak     | Spacewatch          | —         | MPC                           |
| 463681     | 2014 OJ187 | 15 nov 2007 | Mount Lemmon  | Mount Lemmon Survey | —         | MPC                           |
| 463682     | 2014 OQ187 | 29 jul 2005 | Palomar       | NEAT                | —         | MPC                           |
| 463683     | 2014 OQ188 | 4 out 2006  | Mount Lemmon  | Mount Lemmon Survey | —         | MPC                           |
| 463684     | 2014 OU188 | 7 set 1999  | Kitt Peak     | Spacewatch          | —         | MPC                           |
| 463685     | 2014 OY190 | 18 set 2001 | Kitt Peak     | Spacewatch          | —         | MPC                           |
| 463686     | 2014 OA192 | 28 out 2005 | Mount Lemmon  | Mount Lemmon Survey | —         | MPC                           |
| 463687     | 2014 OE198 | 15 jan 2008 | Kitt Peak     | Spacewatch          | —         | MPC                           |
| 463688     | 2014 OV230 | 4 jul 2010  | Mount Lemmon  | Mount Lemmon Survey | —         | MPC                           |
| 463689     | 2014 OS244 | 17 nov 2006 | Mount Lemmon  | Mount Lemmon Survey | —         | MPC                           |
| 463690     | 2014 OG295 | 19 ago 2006 | Kitt Peak     | Spacewatch          | —         | MPC                           |
| 463691     | 2014 OJ296 | 1 fev 2012  | Mount Lemmon  | Mount Lemmon Survey | —         | MPC                           |
| 463692     | 2014 OQ296 | 9 set 2007  | Mount Lemmon  | Mount Lemmon Survey | —         | MPC                           |
| 463693     | 2014 ON298 | 25 nov 2006 | Mount Lemmon  | Mount Lemmon Survey | —         | MPC                           |
| 463694     | 2014 OY360 | 22 out 2003 | Kitt Peak     | Spacewatch          | —         | MPC                           |
| 463695     | 2014 OS383 | 3 fev 2008  | Kitt Peak     | Spacewatch          | —         | MPC                           |
| 463696     | 2014 PO5   | 15 set 2006 | Kitt Peak     | Spacewatch          | —         | MPC                           |
| 463697     | 2014 PA15  | 13 jan 2013 | Catalina      | CSS                 | Juno      | MPC                           |
| 463698     | 2014 PU23  | 16 out 2003 | Palomar       | NEAT                | —         | MPC                           |
| 463699     | 2014 PD30  | 27 dez 2002 | Socorro       | LINEAR              | —         | MPC                           |
| 463700     | 2014 PP30  | 5 nov 2007  | Kitt Peak     | Spacewatch          | Mitidika  | MPC                           |

## 463701–463800
| Designação | Designação | Descoberta  | Descoberta    | Descobridor(es)     | Categoria | Mais informações / Referência |
| Permanente | Provisória | Data        | Local         | Descobridor(es)     | Categoria | Mais informações / Referência |
| ---------- | ---------- | ----------- | ------------- | ------------------- | --------- | ----------------------------- |
| 463701     | 2014 PY37  | 20 out 2003 | Socorro       | LINEAR              | —         | MPC                           |
| 463702     | 2014 PU41  | 3 fev 2009  | Kitt Peak     | Spacewatch          | —         | MPC                           |
| 463703     | 2014 PL65  | 23 set 2006 | Siding Spring | SSS                 | —         | MPC                           |
| 463704     | 2014 QW22  | 30 set 2003 | Kitt Peak     | Spacewatch          | —         | MPC                           |
| 463705     | 2014 QM101 | 28 dez 2005 | Mount Lemmon  | Mount Lemmon Survey | —         | MPC                           |
| 463706     | 2014 QJ135 | 3 set 2010  | Mount Lemmon  | Mount Lemmon Survey | Phocaea   | MPC                           |
| 463707     | 2014 QQ151 | 11 dez 2001 | Socorro       | LINEAR              | —         | MPC                           |
| 463708     | 2014 QC167 | 27 set 2005 | Palomar       | NEAT                | —         | MPC                           |
| 463709     | 2014 QW167 | 19 set 2001 | Apache Point  | SDSS                | Phocaea   | MPC                           |
| 463710     | 2014 QF168 | 30 abr 2008 | Mount Lemmon  | Mount Lemmon Survey | —         | MPC                           |
| 463711     | 2014 QO171 | 29 ago 2006 | Kitt Peak     | Spacewatch          | —         | MPC                           |
| 463712     | 2014 QM176 | 6 ago 2010  | WISE          | WISE                | —         | MPC                           |
| 463713     | 2014 QO176 | 27 fev 2009 | Kitt Peak     | Spacewatch          | —         | MPC                           |
| 463714     | 2014 QN179 | 26 fev 2009 | Kitt Peak     | Spacewatch          | —         | MPC                           |
| 463715     | 2014 QK205 | 19 out 2003 | Kitt Peak     | Spacewatch          | —         | MPC                           |
| 463716     | 2014 QP211 | 26 jan 2006 | Mount Lemmon  | Mount Lemmon Survey | —         | MPC                           |
| 463717     | 2014 QP213 | 14 mar 1999 | Kitt Peak     | Spacewatch          | —         | MPC                           |
| 463718     | 2014 QV225 | 4 set 2010  | Mount Lemmon  | Mount Lemmon Survey | —         | MPC                           |
| 463719     | 2014 QY233 | 28 set 2006 | Kitt Peak     | Spacewatch          | —         | MPC                           |
| 463720     | 2014 QK235 | 1 mar 2009  | Kitt Peak     | Spacewatch          | —         | MPC                           |
| 463721     | 2014 QW260 | 10 out 2002 | Apache Point  | SDSS                | —         | MPC                           |
| 463722     | 2014 QY267 | 8 nov 2007  | Mount Lemmon  | Mount Lemmon Survey | —         | MPC                           |
| 463723     | 2014 QW284 | 20 dez 2000 | Kitt Peak     | Spacewatch          | —         | MPC                           |
| 463724     | 2014 QR292 | 21 jan 2012 | Haleakala     | Pan-STARRS          | —         | MPC                           |
| 463725     | 2014 QL297 | 4 mai 2010  | Kitt Peak     | Spacewatch          | —         | MPC                           |
| 463726     | 2014 QA307 | 2 mar 2006  | Kitt Peak     | Spacewatch          | —         | MPC                           |
| 463727     | 2014 QK316 | 29 nov 2000 | Socorro       | LINEAR              | —         | MPC                           |
| 463728     | 2014 QE320 | 16 jan 2005 | Kitt Peak     | Spacewatch          | —         | MPC                           |
| 463729     | 2014 QX322 | 11 set 2007 | Mount Lemmon  | Mount Lemmon Survey | —         | MPC                           |
| 463730     | 2014 QW329 | 27 abr 2012 | Kitt Peak     | Spacewatch          | —         | MPC                           |
| 463731     | 2014 QQ330 | 23 set 2000 | Anderson Mesa | LONEOS              | —         | MPC                           |
| 463732     | 2014 QE348 | 15 dez 2004 | Kitt Peak     | Spacewatch          | —         | MPC                           |
| 463733     | 2014 QH354 | 21 fev 2009 | Kitt Peak     | Spacewatch          | —         | MPC                           |
| 463734     | 2014 QJ354 | 27 jan 2006 | Mount Lemmon  | Mount Lemmon Survey | —         | MPC                           |
| 463735     | 2014 QA355 | 11 set 2007 | Mount Lemmon  | Mount Lemmon Survey | —         | MPC                           |
| 463736     | 2014 QQ368 | 25 ago 2014 | Haleakala     | Pan-STARRS          | —         | MPC                           |
| 463737     | 2014 QU373 | 31 jan 2009 | Mount Lemmon  | Mount Lemmon Survey | —         | MPC                           |
| 463738     | 2014 QL378 | 26 fev 2009 | Catalina      | CSS                 | —         | MPC                           |
| 463739     | 2014 QP385 | 11 ago 2007 | Anderson Mesa | LONEOS              | —         | MPC                           |
| 463740     | 2014 QA396 | 1 fev 2009  | Kitt Peak     | Spacewatch          | —         | MPC                           |
| 463741     | 2014 QP397 | 8 out 2007  | Mount Lemmon  | Mount Lemmon Survey | —         | MPC                           |
| 463742     | 2014 QU398 | 30 set 2006 | Mount Lemmon  | Mount Lemmon Survey | —         | MPC                           |
| 463743     | 2014 QY400 | 22 fev 2009 | Kitt Peak     | Spacewatch          | —         | MPC                           |
| 463744     | 2014 QK410 | 19 ago 2006 | Kitt Peak     | Spacewatch          | —         | MPC                           |
| 463745     | 2014 QT423 | 6 nov 2004  | Palomar       | NEAT                | —         | MPC                           |
| 463746     | 2014 QD424 | 22 abr 2007 | Kitt Peak     | Spacewatch          | —         | MPC                           |
| 463747     | 2014 QF432 | 30 set 2005 | Mount Lemmon  | Mount Lemmon Survey | —         | MPC                           |
| 463748     | 2014 QO432 | 2 dez 2010  | Mount Lemmon  | Mount Lemmon Survey | —         | MPC                           |
| 463749     | 2014 RV12  | 26 jul 2011 | Siding Spring | SSS                 | —         | MPC                           |
| 463750     | 2014 RB26  | 18 out 2003 | Kitt Peak     | Spacewatch          | —         | MPC                           |
| 463751     | 2014 RL29  | 5 set 1999  | Kitt Peak     | Spacewatch          | —         | MPC                           |
| 463752     | 2014 RJ32  | 5 dez 2007  | Mount Lemmon  | Mount Lemmon Survey | Mitidika  | MPC                           |
| 463753     | 2014 RW35  | 5 nov 2007  | Kitt Peak     | Spacewatch          | —         | MPC                           |
| 463754     | 2014 RX48  | 30 set 2005 | Mount Lemmon  | Mount Lemmon Survey | —         | MPC                           |
| 463755     | 2014 RR60  | 25 set 2006 | Kitt Peak     | Spacewatch          | Juno      | MPC                           |
| 463756     | 2014 RP61  | 17 jan 2007 | Kitt Peak     | Spacewatch          | —         | MPC                           |
| 463757     | 2014 ST    | 11 abr 2010 | WISE          | WISE                | —         | MPC                           |
| 463758     | 2014 SC5   | 27 out 2005 | Palomar       | NEAT                | —         | MPC                           |
| 463759     | 2014 SD24  | 17 jan 2005 | Kitt Peak     | Spacewatch          | —         | MPC                           |
| 463760     | 2014 SM92  | 9 mar 2006  | Kitt Peak     | Spacewatch          | —         | MPC                           |
| 463761     | 2014 SA96  | 4 jan 2011  | Mount Lemmon  | Mount Lemmon Survey | —         | MPC                           |
| 463762     | 2014 SL96  | 10 nov 2004 | Kitt Peak     | Spacewatch          | —         | MPC                           |
| 463763     | 2014 SG98  | 22 abr 2009 | Mount Lemmon  | Mount Lemmon Survey | —         | MPC                           |
| 463764     | 2014 SZ108 | 11 out 2007 | Mount Lemmon  | Mount Lemmon Survey | —         | MPC                           |
| 463765     | 2014 SU111 | 15 dez 2006 | Kitt Peak     | Spacewatch          | —         | MPC                           |
| 463766     | 2014 SX139 | 28 fev 2008 | Mount Lemmon  | Mount Lemmon Survey | —         | MPC                           |
| 463767     | 2014 SK154 | 16 set 2009 | Kitt Peak     | Spacewatch          | —         | MPC                           |
| 463768     | 2014 SK158 | 22 set 2009 | Mount Lemmon  | Mount Lemmon Survey | —         | MPC                           |
| 463769     | 2014 SW163 | 4 out 2007  | Catalina      | CSS                 | —         | MPC                           |
| 463770     | 2014 SX179 | 17 out 2010 | Mount Lemmon  | Mount Lemmon Survey | —         | MPC                           |
| 463771     | 2014 ST180 | 13 mar 2012 | Mount Lemmon  | Mount Lemmon Survey | —         | MPC                           |
| 463772     | 2014 SK183 | 6 mar 2008  | Mount Lemmon  | Mount Lemmon Survey | —         | MPC                           |
| 463773     | 2014 SW188 | 23 mar 2006 | Kitt Peak     | Spacewatch          | —         | MPC                           |
| 463774     | 2014 SN191 | 14 dez 2001 | Kitt Peak     | Spacewatch          | —         | MPC                           |
| 463775     | 2014 SO205 | 31 jan 2009 | Mount Lemmon  | Mount Lemmon Survey | —         | MPC                           |
| 463776     | 2014 SB207 | 7 abr 2008  | Mount Lemmon  | Mount Lemmon Survey | —         | MPC                           |
| 463777     | 2014 SY208 | 29 jan 2011 | Kitt Peak     | Spacewatch          | —         | MPC                           |
| 463778     | 2014 SC213 | 8 fev 2007  | Mount Lemmon  | Mount Lemmon Survey | —         | MPC                           |
| 463779     | 2014 SL218 | 16 set 2009 | Mount Lemmon  | Mount Lemmon Survey | Phocaea   | MPC                           |
| 463780     | 2014 SD221 | 6 ago 2005  | Palomar       | NEAT                | —         | MPC                           |
| 463781     | 2014 SM222 | 29 out 2010 | Mount Lemmon  | Mount Lemmon Survey | —         | MPC                           |
| 463782     | 2014 SV227 | 28 ago 2000 | Cerro Tololo  | M. W. Buie          | —         | MPC                           |
| 463783     | 2014 SS228 | 1 set 2010  | Mount Lemmon  | Mount Lemmon Survey | —         | MPC                           |
| 463784     | 2014 SZ231 | 28 set 2003 | Socorro       | LINEAR              | —         | MPC                           |
| 463785     | 2014 SR232 | 28 set 2003 | Kitt Peak     | Spacewatch          | —         | MPC                           |
| 463786     | 2014 SP235 | 12 mar 2003 | Palomar       | NEAT                | —         | MPC                           |
| 463787     | 2014 SP253 | 26 dez 2006 | Kitt Peak     | Spacewatch          | —         | MPC                           |
| 463788     | 2014 SW254 | 5 dez 2007  | Kitt Peak     | Spacewatch          | —         | MPC                           |
| 463789     | 2014 SG258 | 24 abr 2003 | Kitt Peak     | Spacewatch          | —         | MPC                           |
| 463790     | 2014 SP266 | 22 set 2003 | Palomar       | NEAT                | —         | MPC                           |
| 463791     | 2014 SF280 | 9 nov 2009  | Catalina      | CSS                 | —         | MPC                           |
| 463792     | 2014 SE286 | 24 nov 2006 | Mount Lemmon  | Mount Lemmon Survey | —         | MPC                           |
| 463793     | 2014 SL291 | 6 fev 2007  | Mount Lemmon  | Mount Lemmon Survey | Eos       | MPC                           |
| 463794     | 2014 SQ291 | 9 out 2005  | Kitt Peak     | Spacewatch          | —         | MPC                           |
| 463795     | 2014 SE292 | 29 mar 2012 | Mount Lemmon  | Mount Lemmon Survey | —         | MPC                           |
| 463796     | 2014 SG300 | 7 out 2005  | Kitt Peak     | Spacewatch          | —         | MPC                           |
| 463797     | 2014 SM301 | 10 nov 2005 | Catalina      | CSS                 | —         | MPC                           |
| 463798     | 2014 SN304 | 30 set 2005 | Catalina      | CSS                 | Eos       | MPC                           |
| 463799     | 2014 SD309 | 31 out 2010 | Kitt Peak     | Spacewatch          | —         | MPC                           |
| 463800     | 2014 SV320 | 22 nov 2006 | Kitt Peak     | Spacewatch          | —         | MPC                           |

## 463801–463900
| Designação | Designação | Descoberta  | Descoberta       | Descobridor(es)              | Categoria | Mais informações / Referência |
| Permanente | Provisória | Data        | Local            | Descobridor(es)              | Categoria | Mais informações / Referência |
| ---------- | ---------- | ----------- | ---------------- | ---------------------------- | --------- | ----------------------------- |
| 463801     | 2014 SM326 | 14 fev 2005 | Kitt Peak        | Spacewatch                   | —         | MPC                           |
| 463802     | 2014 SG328 | 23 nov 2009 | Mount Lemmon     | Mount Lemmon Survey          | Brangane  | MPC                           |
| 463803     | 2014 SC333 | 22 fev 2007 | Catalina         | CSS                          | —         | MPC                           |
| 463804     | 2014 SV333 | 16 mar 2007 | Mount Lemmon     | Mount Lemmon Survey          | —         | MPC                           |
| 463805     | 2014 SY335 | 6 abr 2008  | Mount Lemmon     | Mount Lemmon Survey          | —         | MPC                           |
| 463806     | 2014 SN336 | 10 mar 2008 | Kitt Peak        | Spacewatch                   | —         | MPC                           |
| 463807     | 2014 SS336 | 31 mar 2008 | Mount Lemmon     | Mount Lemmon Survey          | —         | MPC                           |
| 463808     | 2014 SD339 | 29 mar 2008 | Kitt Peak        | Spacewatch                   | —         | MPC                           |
| 463809     | 2014 SF341 | 25 set 2005 | Kitt Peak        | Spacewatch                   | —         | MPC                           |
| 463810     | 2014 SG343 | 16 dez 2007 | Kitt Peak        | Spacewatch                   | —         | MPC                           |
| 463811     | 2014 SP346 | 29 out 2005 | Kitt Peak        | Spacewatch                   | —         | MPC                           |
| 463812     | 2014 TM3   | 10 mar 2002 | Kitt Peak        | Spacewatch                   | —         | MPC                           |
| 463813     | 2014 TS4   | 27 mar 2010 | WISE             | WISE                         | —         | MPC                           |
| 463814     | 2014 TZ4   | 6 abr 2008  | Kitt Peak        | Spacewatch                   | —         | MPC                           |
| 463815     | 2014 TO5   | 24 out 2005 | Kitt Peak        | Spacewatch                   | —         | MPC                           |
| 463816     | 2014 TW15  | 2 nov 2006  | Mount Lemmon     | Mount Lemmon Survey          | —         | MPC                           |
| 463817     | 2014 TY20  | 11 set 2010 | Mount Lemmon     | Mount Lemmon Survey          | —         | MPC                           |
| 463818     | 2014 TX22  | 10 mar 2011 | Mount Lemmon     | Mount Lemmon Survey          | —         | MPC                           |
| 463819     | 2014 TV30  | 28 mar 2012 | Mount Lemmon     | Mount Lemmon Survey          | —         | MPC                           |
| 463820     | 2014 TD34  | 20 nov 2006 | Mount Lemmon     | Mount Lemmon Survey          | —         | MPC                           |
| 463821     | 2014 TW41  | 13 out 2010 | Mount Lemmon     | Mount Lemmon Survey          | —         | MPC                           |
| 463822     | 2014 TN44  | 2 out 2003  | Kitt Peak        | Spacewatch                   | —         | MPC                           |
| 463823     | 2014 TK47  | 29 set 2003 | Kitt Peak        | Spacewatch                   | —         | MPC                           |
| 463824     | 2014 TQ49  | 19 set 2009 | Mount Lemmon     | Mount Lemmon Survey          | —         | MPC                           |
| 463825     | 2014 TM50  | 13 out 2006 | Kitt Peak        | Spacewatch                   | —         | MPC                           |
| 463826     | 2014 TF53  | 5 dez 2010  | Mount Lemmon     | Mount Lemmon Survey          | —         | MPC                           |
| 463827     | 2014 TA54  | 3 out 2006  | Mount Lemmon     | Mount Lemmon Survey          | —         | MPC                           |
| 463828     | 2014 TD55  | 28 fev 2008 | Mount Lemmon     | Mount Lemmon Survey          | —         | MPC                           |
| 463829     | 2014 TU55  | 20 out 2003 | Kitt Peak        | Spacewatch                   | —         | MPC                           |
| 463830     | 2014 TK59  | 2 mar 2011  | Kitt Peak        | Spacewatch                   | —         | MPC                           |
| 463831     | 2014 TB61  | 28 out 2005 | Kitt Peak        | Spacewatch                   | —         | MPC                           |
| 463832     | 2014 TN61  | 23 fev 2012 | Catalina         | CSS                          | —         | MPC                           |
| 463833     | 2014 TD62  | 20 set 2001 | Kitt Peak        | Spacewatch                   | —         | MPC                           |
| 463834     | 2014 TM62  | 28 jan 2007 | Mount Lemmon     | Mount Lemmon Survey          | —         | MPC                           |
| 463835     | 2014 TW67  | 29 out 2010 | Mount Lemmon     | Mount Lemmon Survey          | —         | MPC                           |
| 463836     | 2014 TZ68  | 6 ago 2005  | Palomar          | NEAT                         | —         | MPC                           |
| 463837     | 2014 TO70  | 7 abr 2008  | Kitt Peak        | Spacewatch                   | —         | MPC                           |
| 463838     | 2014 TX73  | 8 nov 1997  | Caussols         | ODAS                         | —         | MPC                           |
| 463839     | 2014 TX74  | 8 dez 2005  | Kitt Peak        | Spacewatch                   | —         | MPC                           |
| 463840     | 2014 TB75  | 26 set 2003 | Apache Point     | SDSS                         | —         | MPC                           |
| 463841     | 2014 TY75  | 1 set 2005  | Kitt Peak        | Spacewatch                   | —         | MPC                           |
| 463842     | 2014 TN79  | 18 jan 2008 | Mount Lemmon     | Mount Lemmon Survey          | —         | MPC                           |
| 463843     | 2014 TP81  | 28 jan 2011 | Catalina         | CSS                          | —         | MPC                           |
| 463844     | 2014 TV84  | 29 mai 2006 | Kitt Peak        | Spacewatch                   | —         | MPC                           |
| 463845     | 2014 UK1   | 9 nov 2009  | Kitt Peak        | Spacewatch                   | —         | MPC                           |
| 463846     | 2014 UL1   | 18 set 2003 | Kitt Peak        | Spacewatch                   | —         | MPC                           |
| 463847     | 2014 UU1   | 20 set 2003 | Kitt Peak        | Spacewatch                   | Brangane  | MPC                           |
| 463848     | 2014 UB5   | 23 dez 2006 | Mount Lemmon     | Mount Lemmon Survey          | —         | MPC                           |
| 463849     | 2014 UU8   | 26 out 2005 | Kitt Peak        | Spacewatch                   | —         | MPC                           |
| 463850     | 2014 UO12  | 17 mar 2001 | Kitt Peak        | Spacewatch                   | Brangane  | MPC                           |
| 463851     | 2014 UP12  | 12 nov 2005 | Kitt Peak        | Spacewatch                   | —         | MPC                           |
| 463852     | 2014 US12  | 2 mar 2006  | Mount Lemmon     | Mount Lemmon Survey          | —         | MPC                           |
| 463853     | 2014 UZ12  | 9 jun 2012  | Mount Lemmon     | Mount Lemmon Survey          | —         | MPC                           |
| 463854     | 2014 UL13  | 22 out 2009 | Mount Lemmon     | Mount Lemmon Survey          | —         | MPC                           |
| 463855     | 2014 UX15  | 8 out 2007  | Catalina         | CSS                          | —         | MPC                           |
| 463856     | 2014 UN17  | 5 fev 2011  | Catalina         | CSS                          | Brangane  | MPC                           |
| 463857     | 2014 UO18  | 13 jan 2008 | Mount Lemmon     | Mount Lemmon Survey          | —         | MPC                           |
| 463858     | 2014 UT19  | 22 mar 2012 | Mount Lemmon     | Mount Lemmon Survey          | —         | MPC                           |
| 463859     | 2014 UV19  | 8 fev 2002  | Kitt Peak        | Spacewatch                   | —         | MPC                           |
| 463860     | 2014 UL20  | 17 nov 2006 | Kitt Peak        | Spacewatch                   | —         | MPC                           |
| 463861     | 2014 UC22  | 23 nov 2009 | Mount Lemmon     | Mount Lemmon Survey          | —         | MPC                           |
| 463862     | 2014 UD22  | 16 nov 2009 | Mount Lemmon     | Mount Lemmon Survey          | —         | MPC                           |
| 463863     | 2014 UH23  | 11 out 2007 | Catalina         | CSS                          | —         | MPC                           |
| 463864     | 2014 UP23  | 18 dez 2001 | Socorro          | LINEAR                       | —         | MPC                           |
| 463865     | 2014 UX23  | 7 nov 2010  | Mount Lemmon     | Mount Lemmon Survey          | —         | MPC                           |
| 463866     | 2014 US28  | 10 jan 2011 | Mount Lemmon     | Mount Lemmon Survey          | Brangane  | MPC                           |
| 463867     | 2014 UR30  | 29 out 2005 | Kitt Peak        | Spacewatch                   | —         | MPC                           |
| 463868     | 2014 US31  | 29 jul 2008 | Mount Lemmon     | Mount Lemmon Survey          | —         | MPC                           |
| 463869     | 2014 UT32  | 20 ago 2004 | Kitt Peak        | Spacewatch                   | —         | MPC                           |
| 463870     | 2014 UK41  | 5 out 2005  | Kitt Peak        | Spacewatch                   | —         | MPC                           |
| 463871     | 2014 UT41  | 7 dez 2005  | Kitt Peak        | Spacewatch                   | —         | MPC                           |
| 463872     | 2014 UN42  | 28 abr 2006 | Cerro Tololo     | M. W. Buie                   | —         | MPC                           |
| 463873     | 2014 UX43  | 26 jan 2006 | Mount Lemmon     | Mount Lemmon Survey          | —         | MPC                           |
| 463874     | 2014 UM44  | 5 mar 2008  | Mount Lemmon     | Mount Lemmon Survey          | —         | MPC                           |
| 463875     | 2014 UO46  | 1 out 2005  | Mount Lemmon     | Mount Lemmon Survey          | —         | MPC                           |
| 463876     | 2014 UG47  | 23 out 2003 | Kitt Peak        | Spacewatch                   | Brangane  | MPC                           |
| 463877     | 2014 UD48  | 18 nov 2009 | Kitt Peak        | Spacewatch                   | —         | MPC                           |
| 463878     | 2014 UP50  | 20 set 2003 | Palomar          | NEAT                         | —         | MPC                           |
| 463879     | 2014 UE51  | 19 set 2001 | Kitt Peak        | Spacewatch                   | —         | MPC                           |
| 463880     | 2014 UT51  | 4 jun 2013  | Mount Lemmon     | Mount Lemmon Survey          | —         | MPC                           |
| 463881     | 2014 UG53  | 30 out 2005 | Kitt Peak        | Spacewatch                   | —         | MPC                           |
| 463882     | 2014 UN53  | 25 set 2003 | Palomar          | NEAT                         | —         | MPC                           |
| 463883     | 2014 UQ65  | 27 fev 2012 | Catalina         | CSS                          | —         | MPC                           |
| 463884     | 2014 UX66  | 18 nov 2003 | Kitt Peak        | Spacewatch                   | —         | MPC                           |
| 463885     | 2014 UY76  | 28 jan 2007 | Kitt Peak        | Spacewatch                   | —         | MPC                           |
| 463886     | 2014 UO84  | 22 fev 2001 | Nogales          | P. R. Holvorcem, M. Schwartz | —         | MPC                           |
| 463887     | 2014 UJ85  | 24 nov 2006 | Kitt Peak        | Spacewatch                   | —         | MPC                           |
| 463888     | 2014 UA89  | 21 out 2006 | Kitt Peak        | Spacewatch                   | —         | MPC                           |
| 463889     | 2014 UD90  | 5 dez 2010  | Kitt Peak        | Spacewatch                   | —         | MPC                           |
| 463890     | 2014 UY91  | 15 set 1998 | Kitt Peak        | Spacewatch                   | —         | MPC                           |
| 463891     | 2014 UZ93  | 10 ago 2010 | Kitt Peak        | Spacewatch                   | —         | MPC                           |
| 463892     | 2014 UB96  | 31 ago 2005 | Kitt Peak        | Spacewatch                   | —         | MPC                           |
| 463893     | 2014 UY97  | 23 mai 2012 | Mount Lemmon     | Mount Lemmon Survey          | Brangane  | MPC                           |
| 463894     | 2014 UA99  | 14 out 2007 | Mount Lemmon     | Mount Lemmon Survey          | —         | MPC                           |
| 463895     | 2014 UW99  | 24 out 2001 | Kitt Peak        | Spacewatch                   | —         | MPC                           |
| 463896     | 2014 UM100 | 14 out 2001 | Apache Point     | SDSS                         | —         | MPC                           |
| 463897     | 2014 UK103 | 25 fev 2007 | Kitt Peak        | Spacewatch                   | —         | MPC                           |
| 463898     | 2014 UH108 | 29 mar 2009 | Kitt Peak        | Spacewatch                   | —         | MPC                           |
| 463899     | 2014 US108 | 4 dez 2010  | Mount Lemmon     | Mount Lemmon Survey          | —         | MPC                           |
| 463900     | 2014 UT108 | 10 ago 2004 | Campo Imperatore | CINEOS                       | —         | MPC                           |

## 463901–464000
| Designação | Designação | Descoberta  | Descoberta    | Descobridor(es)     | Categoria | Mais informações / Referência |
| Permanente | Provisória | Data        | Local         | Descobridor(es)     | Categoria | Mais informações / Referência |
| ---------- | ---------- | ----------- | ------------- | ------------------- | --------- | ----------------------------- |
| 463901     | 2014 UM112 | 4 mai 2008  | Kitt Peak     | Spacewatch          | —         | MPC                           |
| 463902     | 2014 UB117 | 29 nov 2011 | Kitt Peak     | Spacewatch          | —         | MPC                           |
| 463903     | 2014 UD118 | 18 set 2010 | Mount Lemmon  | Mount Lemmon Survey | —         | MPC                           |
| 463904     | 2014 UN118 | 8 nov 2010  | Catalina      | CSS                 | Phocaea   | MPC                           |
| 463905     | 2014 UR119 | 4 out 2007  | Kitt Peak     | Spacewatch          | —         | MPC                           |
| 463906     | 2014 UR120 | 17 abr 2005 | Kitt Peak     | Spacewatch          | —         | MPC                           |
| 463907     | 2014 US120 | 20 mar 1999 | Apache Point  | SDSS                | —         | MPC                           |
| 463908     | 2014 UO121 | 3 set 2005  | Palomar       | NEAT                | —         | MPC                           |
| 463909     | 2014 US124 | 6 set 2008  | Mount Lemmon  | Mount Lemmon Survey | —         | MPC                           |
| 463910     | 2014 UN126 | 6 mar 2008  | Kitt Peak     | Spacewatch          | —         | MPC                           |
| 463911     | 2014 UW130 | 4 set 2010  | Kitt Peak     | Spacewatch          | —         | MPC                           |
| 463912     | 2014 UA132 | 5 mar 2002  | Kitt Peak     | Spacewatch          | —         | MPC                           |
| 463913     | 2014 UP132 | 16 abr 2010 | WISE          | WISE                | —         | MPC                           |
| 463914     | 2014 UL135 | 16 mai 2004 | Siding Spring | SSS                 | —         | MPC                           |
| 463915     | 2014 UR136 | 23 nov 1997 | Kitt Peak     | Spacewatch          | —         | MPC                           |
| 463916     | 2014 UL137 | 28 mai 2000 | Socorro       | LINEAR              | —         | MPC                           |
| 463917     | 2014 UY138 | 15 ago 2009 | Catalina      | CSS                 | —         | MPC                           |
| 463918     | 2014 UN142 | 25 nov 2002 | Palomar       | NEAT                | —         | MPC                           |
| 463919     | 2014 UN143 | 14 out 2010 | Mount Lemmon  | Mount Lemmon Survey | —         | MPC                           |
| 463920     | 2014 UU147 | 22 fev 2003 | Kitt Peak     | Spacewatch          | —         | MPC                           |
| 463921     | 2014 UD149 | 7 abr 2013  | Mount Lemmon  | Mount Lemmon Survey | —         | MPC                           |
| 463922     | 2014 UR150 | 19 nov 2003 | Kitt Peak     | Spacewatch          | —         | MPC                           |
| 463923     | 2014 US153 | 18 nov 2003 | Kitt Peak     | Spacewatch          | —         | MPC                           |
| 463924     | 2014 UG156 | 27 jan 2007 | Mount Lemmon  | Mount Lemmon Survey | —         | MPC                           |
| 463925     | 2014 UV157 | 24 nov 2009 | Kitt Peak     | Spacewatch          | —         | MPC                           |
| 463926     | 2014 UY162 | 13 jan 2011 | Mount Lemmon  | Mount Lemmon Survey | —         | MPC                           |
| 463927     | 2014 UP163 | 10 jan 2011 | Catalina      | CSS                 | —         | MPC                           |
| 463928     | 2014 UF167 | 13 out 2001 | Socorro       | LINEAR              | —         | MPC                           |
| 463929     | 2014 UU169 | 28 jul 2005 | Palomar       | NEAT                | Phocaea   | MPC                           |
| 463930     | 2014 UA180 | 20 dez 2004 | Mount Lemmon  | Mount Lemmon Survey | —         | MPC                           |
| 463931     | 2014 UB183 | 26 set 2009 | Mount Lemmon  | Mount Lemmon Survey | —         | MPC                           |
| 463932     | 2014 UB184 | 28 mar 2012 | Mount Lemmon  | Mount Lemmon Survey | —         | MPC                           |
| 463933     | 2014 UE185 | 13 jan 2005 | Kitt Peak     | Spacewatch          | —         | MPC                           |
| 463934     | 2014 UJ187 | 24 mar 2006 | Mount Lemmon  | Mount Lemmon Survey | —         | MPC                           |
| 463935     | 2014 UZ189 | 8 dez 2010  | Kitt Peak     | Spacewatch          | —         | MPC                           |
| 463936     | 2014 UV192 | 27 jul 2005 | Palomar       | NEAT                | —         | MPC                           |
| 463937     | 2014 UT193 | 20 jan 2002 | Kitt Peak     | Spacewatch          | —         | MPC                           |
| 463938     | 2014 UE195 | 18 nov 2006 | Mount Lemmon  | Mount Lemmon Survey | —         | MPC                           |
| 463939     | 2014 UD197 | 17 set 2010 | Mount Lemmon  | Mount Lemmon Survey | —         | MPC                           |
| 463940     | 2014 UE198 | 18 out 2003 | Kitt Peak     | Spacewatch          | —         | MPC                           |
| 463941     | 2014 UK198 | 16 set 2009 | Kitt Peak     | Spacewatch          | —         | MPC                           |
| 463942     | 2014 UV201 | 13 dez 2010 | Mount Lemmon  | Mount Lemmon Survey | —         | MPC                           |
| 463943     | 2014 UM203 | 29 abr 2012 | Kitt Peak     | Spacewatch          | —         | MPC                           |
| 463944     | 2014 UM204 | 21 set 2009 | Mount Lemmon  | Mount Lemmon Survey | —         | MPC                           |
| 463945     | 2014 UC208 | 16 nov 2010 | Mount Lemmon  | Mount Lemmon Survey | —         | MPC                           |
| 463946     | 2014 UV209 | 11 out 2007 | Kitt Peak     | Spacewatch          | —         | MPC                           |
| 463947     | 2014 UN214 | 21 mai 2006 | Kitt Peak     | Spacewatch          | —         | MPC                           |
| 463948     | 2014 UT214 | 15 jan 2005 | Socorro       | LINEAR              | —         | MPC                           |
| 463949     | 2014 US215 | 13 set 2007 | Mount Lemmon  | Mount Lemmon Survey | —         | MPC                           |
| 463950     | 2014 VH    | 29 nov 2005 | Kitt Peak     | Spacewatch          | —         | MPC                           |
| 463951     | 2014 VV    | 18 dez 2003 | Socorro       | LINEAR              | —         | MPC                           |
| 463952     | 2014 VX3   | 21 mar 2012 | Mount Lemmon  | Mount Lemmon Survey | —         | MPC                           |
| 463953     | 2014 VQ5   | 15 mar 2004 | Kitt Peak     | Spacewatch          | —         | MPC                           |
| 463954     | 2014 VY5   | 24 set 2003 | Haleakala     | NEAT                | —         | MPC                           |
| 463955     | 2014 VW7   | 16 mar 2005 | Mount Lemmon  | Mount Lemmon Survey | —         | MPC                           |
| 463956     | 2014 VC9   | 19 nov 2003 | Kitt Peak     | Spacewatch          | —         | MPC                           |
| 463957     | 2014 VC12  | 28 abr 2008 | Mount Lemmon  | Mount Lemmon Survey | —         | MPC                           |
| 463958     | 2014 VU13  | 12 set 2002 | Palomar       | NEAT                | —         | MPC                           |
| 463959     | 2014 VE14  | 20 out 2003 | Socorro       | LINEAR              | —         | MPC                           |
| 463960     | 2014 VS17  | 19 set 2009 | Mount Lemmon  | Mount Lemmon Survey | —         | MPC                           |
| 463961     | 2014 VC22  | 30 abr 2000 | Kitt Peak     | Spacewatch          | —         | MPC                           |
| 463962     | 2014 VL23  | 7 fev 2006  | Kitt Peak     | Spacewatch          | Brangane  | MPC                           |
| 463963     | 2014 VX24  | 24 set 2008 | Mount Lemmon  | Mount Lemmon Survey | —         | MPC                           |
| 463964     | 2014 VY24  | 28 set 2003 | Apache Point  | SDSS                | —         | MPC                           |
| 463965     | 2014 VA27  | 21 nov 2005 | Kitt Peak     | Spacewatch          | —         | MPC                           |
| 463966     | 2014 VN27  | 23 set 2008 | Catalina      | CSS                 | —         | MPC                           |
| 463967     | 2014 VS31  | 28 out 2008 | Mount Lemmon  | Mount Lemmon Survey | —         | MPC                           |
| 463968     | 2014 VQ32  | 31 ago 2002 | Anderson Mesa | LONEOS              | —         | MPC                           |
| 463969     | 2014 WR    | 28 set 2003 | Kitt Peak     | Spacewatch          | —         | MPC                           |
| 463970     | 2014 WW2   | 28 mar 2011 | Catalina      | CSS                 | —         | MPC                           |
| 463971     | 2014 WS3   | 16 dez 2011 | Mount Lemmon  | Mount Lemmon Survey | —         | MPC                           |
| 463972     | 2014 WB5   | 12 mai 2013 | Mount Lemmon  | Mount Lemmon Survey | —         | MPC                           |
| 463973     | 2014 WF5   | 29 jan 2011 | Mount Lemmon  | Mount Lemmon Survey | —         | MPC                           |
| 463974     | 2014 WY9   | 21 out 2006 | Kitt Peak     | Spacewatch          | —         | MPC                           |
| 463975     | 2014 WO16  | 28 dez 2003 | Socorro       | LINEAR              | —         | MPC                           |
| 463976     | 2014 WN17  | 19 set 2009 | Kitt Peak     | Spacewatch          | —         | MPC                           |
| 463977     | 2014 WW20  | 4 out 2006  | Mount Lemmon  | Mount Lemmon Survey | —         | MPC                           |
| 463978     | 2014 WM26  | 19 set 2006 | Kitt Peak     | Spacewatch          | —         | MPC                           |
| 463979     | 2014 WF35  | 18 nov 2003 | Kitt Peak     | Spacewatch          | —         | MPC                           |
| 463980     | 2014 WN40  | 11 set 2004 | Kitt Peak     | Spacewatch          | —         | MPC                           |
| 463981     | 2014 WK41  | 14 fev 2010 | Catalina      | CSS                 | —         | MPC                           |
| 463982     | 2014 WR41  | 26 nov 2009 | Mount Lemmon  | Mount Lemmon Survey | —         | MPC                           |
| 463983     | 2014 WE42  | 6 abr 2008  | Kitt Peak     | Spacewatch          | —         | MPC                           |
| 463984     | 2014 WZ46  | 23 fev 2012 | Mount Lemmon  | Mount Lemmon Survey | —         | MPC                           |
| 463985     | 2014 WU47  | 31 jan 2006 | Kitt Peak     | Spacewatch          | —         | MPC                           |
| 463986     | 2014 WN48  | 16 nov 2009 | Mount Lemmon  | Mount Lemmon Survey | —         | MPC                           |
| 463987     | 2014 WC50  | 1 out 2005  | Mount Lemmon  | Mount Lemmon Survey | —         | MPC                           |
| 463988     | 2014 WE50  | 26 jan 2006 | Mount Lemmon  | Mount Lemmon Survey | —         | MPC                           |
| 463989     | 2014 WH50  | 8 fev 2007  | Kitt Peak     | Spacewatch          | —         | MPC                           |
| 463990     | 2014 WZ50  | 9 out 1993  | Kitt Peak     | Spacewatch          | —         | MPC                           |
| 463991     | 2014 WB51  | 22 out 2003 | Kitt Peak     | Spacewatch          | —         | MPC                           |
| 463992     | 2014 WK51  | 28 out 2005 | Mount Lemmon  | Mount Lemmon Survey | —         | MPC                           |
| 463993     | 2014 WL51  | 11 out 2007 | Kitt Peak     | Spacewatch          | —         | MPC                           |
| 463994     | 2014 WX57  | 2 mar 2006  | Kitt Peak     | Spacewatch          | —         | MPC                           |
| 463995     | 2014 WY59  | 24 ago 2001 | Kitt Peak     | Spacewatch          | —         | MPC                           |
| 463996     | 2014 WL61  | 14 nov 2010 | Mount Lemmon  | Mount Lemmon Survey | —         | MPC                           |
| 463997     | 2014 WY65  | 1 mai 2009  | Mount Lemmon  | Mount Lemmon Survey | —         | MPC                           |
| 463998     | 2014 WB67  | 20 nov 2003 | Socorro       | LINEAR              | —         | MPC                           |
| 463999     | 2014 WC67  | 4 abr 2005  | Kitt Peak     | Spacewatch          | —         | MPC                           |
| 464000     | 2014 WG69  | 10 out 2001 | Kitt Peak     | Spacewatch          | —         | MPC                           |